# Festa di santa Rosalia
Il Festino di santa Rosalia (u fistinu in siciliano) si svolge nel mese di luglio a Palermo. È una delle celebrazioni religiose siciliane ad essere ufficialmente riconosciuta come patrimonio immateriale d'Italia dall'Istituto centrale per la demoetnoantropologia (IDEA), ente istituito con Decreto del presidente della Repubblica 26 novembre 2007, n. 233.
La festa liturgica si svolge invece il 4 settembre e si festeggia al santuario dedicato alla santa ubicato sul Monte Pellegrino a Palermo, dove ella morì nel 1170.

## La nascita del Festino di santa Rosalia
Nell'anno 1624 il viceré di Sicilia, Emanuele Filiberto di Savoia, residente a Palermo, fece entrare nel porto cittadino un vascello proveniente da Tunisi e guidato da Maometto Calavà, moro tunisino, sospetto di peste, contenente innumerevoli doni, ricchi e preziosi, e schiavi cristiani liberati. Il morbo si diffuse così tra i topi, nei mercati, nelle aree periferiche ed infine nel centro cittadino. La popolazione, martoriata dalla peste, continuava ad ammalarsi e a morire e si affidava invano alle sante protettrici della città e dei quattro mandamenti cittadini: sant'Agata, santa Cristina, sant'Oliva e santa Ninfa. Non si ottenne però nessun miracolo.
Girolama La Gattuta, donna ciminnese di 47 anni, ricamatrice, era inferma di forte febbre maligna all'Ospedale Grande di Palermo. Il 15 ottobre 1623, mentre era sofferente, "vide" una monaca vestita di bianco che attirava dei fulmini dietro di sé. Le toccò la bocca e subito si sentì "riempita d'acqua". Era santa Rosalia, che disse alla donna di andare sul Monte Pellegrino ad adempiere ad un voto.
Girolama guarì miracolosamente dopo tre giorni, ma non andò sul Monte Pellegrino e non fece il suo voto; così si ammalò nuovamente di malaria. Il 26 maggio 1624, giorno di Pentecoste, Girolama, inferma, salì sul Monte Pellegrino insieme al marito Benedetto Lo Gattuto, all'amico Vito Amodeo, marinaio trapanese di 37 anni, e alla moglie di lui. La donna bevve dell'acqua limpida che gocciolava dalle pareti rocciose di una grotta ricoperta all'esterno da vegetazione e che si trovava accanto dell'antica chiesa di Santa Rosalia, e guarì miracolosamente. In quel momento si addormentò e sognò la Madonna vestita di bianco, con il Bambin Gesù in braccio e con al collo una collana di coralli che le indicava di scavare all'interno della grotta dove avrebbe trovato "una santa, un tesoro". In fondo alla grotta vide una giovane vestita con una lunga tunica di arbraxo (stoffa di sacco vecchio) che, in ginocchio, pregava con la corona in mano. 
Vide quindi una grande pietra, e con grande insistenza, nei primi giorni del mese di giugno fece iniziare gli scavi. Li condusse lei stessa, insieme al marito, ai contadini dei dintorni e ai monaci francescani del vicino convento. Nel frattempo il Senato, dopo la morte del viceré Emanuele Filiberto di Savoia avvenuta a causa della peste il 3 agosto 1624, vietò ai cittadini di lasciare le proprie dimore e soprattutto la città senza il proprio "bollettino", rilasciato dal maestro notaio. Il 15 luglio 1624, nel punto precedentemente indicato da Girolama La Gattuta, terminarono gli scavi e sotto a una grande lastra di marmo e calcarenite molto piatta, vennero ritrovate delle ossa umane bianchissime (inserite in concrezioni calcaree). (All'inizio degli scavi in grotta avevano trovato altre ossa di colore scuro, probabilmente appartenenti ad un frate secolare e ad un novizio, oltre a delle ossa di capra). Le ossa bianche, per via del loro candido colore e delle delicate dimensioni del cranio, vennero assolutamente definite ossa di donna, ed emanavano un fortissimo e gradevolissimo profumo di fiori; inoltre, secondo le testimonianze, scritte peraltro, fu sufficiente soltanto un uomo a sollevare la cassa con dentro le ossa poiché "erano leggerissime". Le ossa vennero ripulite e portate nella cappella del Palazzo Arcivescovile, dove risiedeva il cardinale e arcivescovo di Palermo, Giannettino Doria, che dopo una vista delle ossa da parte dei Padri medici anatomici Gesuiti, guidati da Padre Giordano Cascini, che scrisse inoltre la prima biografia di santa Rosalia raccogliendo prove storiche e tradizioni orali tramandate nel tempo, che dicevano che le ossa erano di giovane donna, si convinse e decise di far portare in processione per le vie della città di Palermo le ossa, tramite il giovane Vincenzo Bonello. Ecco la storia.
Il 13 febbraio 1625 santa Rosalia apparve sul Monte Pellegrino ad un saponaio di nome Vincenzo Bonello (o Bonelli), che abitava nel mandamento Monte di Pietà, in via Pannaria, che voleva suicidarsi per via della morte per peste della giovane moglie quindicenne. La santa lo fermò dal suicidio e gli disse che solo se i propri resti fossero stati portati in processione e si fosse cantato il "Te Deum Laudamus", la peste sarebbe terminata, così come le aveva detto e promesso la Madonna. Vincenzo chiamò il suo confessore (parroco della chiesa di Sant'Ippolito Martire al Capo), come gli aveva detto santa Rosalia, e gli raccontò tutto quello che aveva visto. Dopo tre giorni, Vincenzo si ammalò di peste e morì, poiché aveva già ricevuto il suo miracolo. Il vescovo, facendo ben esaminare le ossa a dei medici anatomini fu informato che erano "di donna" e quindi, di Rosalia, l'unica donna vissuta sul Montepellegrino. Il 9 giugno 1625 l'arcivescovo di Palermo, Giannettino Doria, seguito da tutto il clero, dal senato palermitano e da alcuni cittadini eminenti fece una solenne processione attraverso le strade della città con le reliquie della santa. Al passaggio dei sacri resti, all'intonazione del "Te Deum Laudamus" , si bloccò il contagio della peste (da quel momento non furono più registrati nuovi casi di peste) e le persone guarivano dal morbo. Inoltre santa Rosalia protegge la città di Palermo da terremoti, tempeste e temporali, da cui ha difeso la città stessa anche in tempi recenti.

## Il rito nel passato
Nel 1625 le reliquie vennero poste all'interno di uno scrigno in argento e vetro, custodito all'interno del Palazzo Arcivescovile, e dallo stesso anno vennero portate in processione per ricordare il miracolo compiuto, inaugurando una tradizione che in più di tre secoli ha subito ben poche interruzioni.
Nel 1783 il viceré Domenico Caracciolo tentò la riduzione del Festino di Santa Rosalia da cinque a tre giorni, giustificandola con l’urgenza di destinare risorse alla ricostruzione dopo il terremoto di Messina.La decisione, percepita dai palermitani come un’umiliazione e una subordinazione a Napoli, provocò forti proteste popolari e l’isolamento del viceré, che si disse pronto alle dimissioni.

### La processione

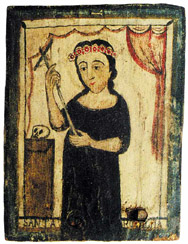
Un'effigie della santa.

La prima "piccola celebrazione del 1624" fu particolarmente breve: le reliquie vennero spostate per pochi metri, dal Palazzo Arcivescovile fino alla cattedrale. 
Il percorso divenne sempre più lungo e complesso con il passare degli anni, fino a coinvolgere buona parte della città. Alla processione partecipano di diritto molte confraternite costituite nel corso dei secoli, la più antica e famosa è la Confraternita di Santa Rosalia dei Sacchi e del Pellegrino , costituita nel 1635 e formata da barbieri e calzolai (varberi e scarpari).
La confraternita, che prende il nome dall'abbigliamento usato durante la processione, ha il compito di trasportare l'effigie della santa che durante l'anno viene conservata nella chiesa di Casa Professa. Tutte le confraternite dovevano portare un mantello con l'effigie della santa e grossi ceri in processione. In occasione della festa, sin dal XVII secolo, il Cassaro veniva addobbato con fastose architetture temporanee.
Nel 1674 la confraternita dell'Annunziata sotto il titolo di Santa Rosalia dei Muratori, ottenne dal Senato Palermitano, il privilegio del porto e riporto delle sacre reliquie di Santa Rosalia, privilegio mantenuto e curato nel corso dei secoli fino ad oggi.

### Il carro

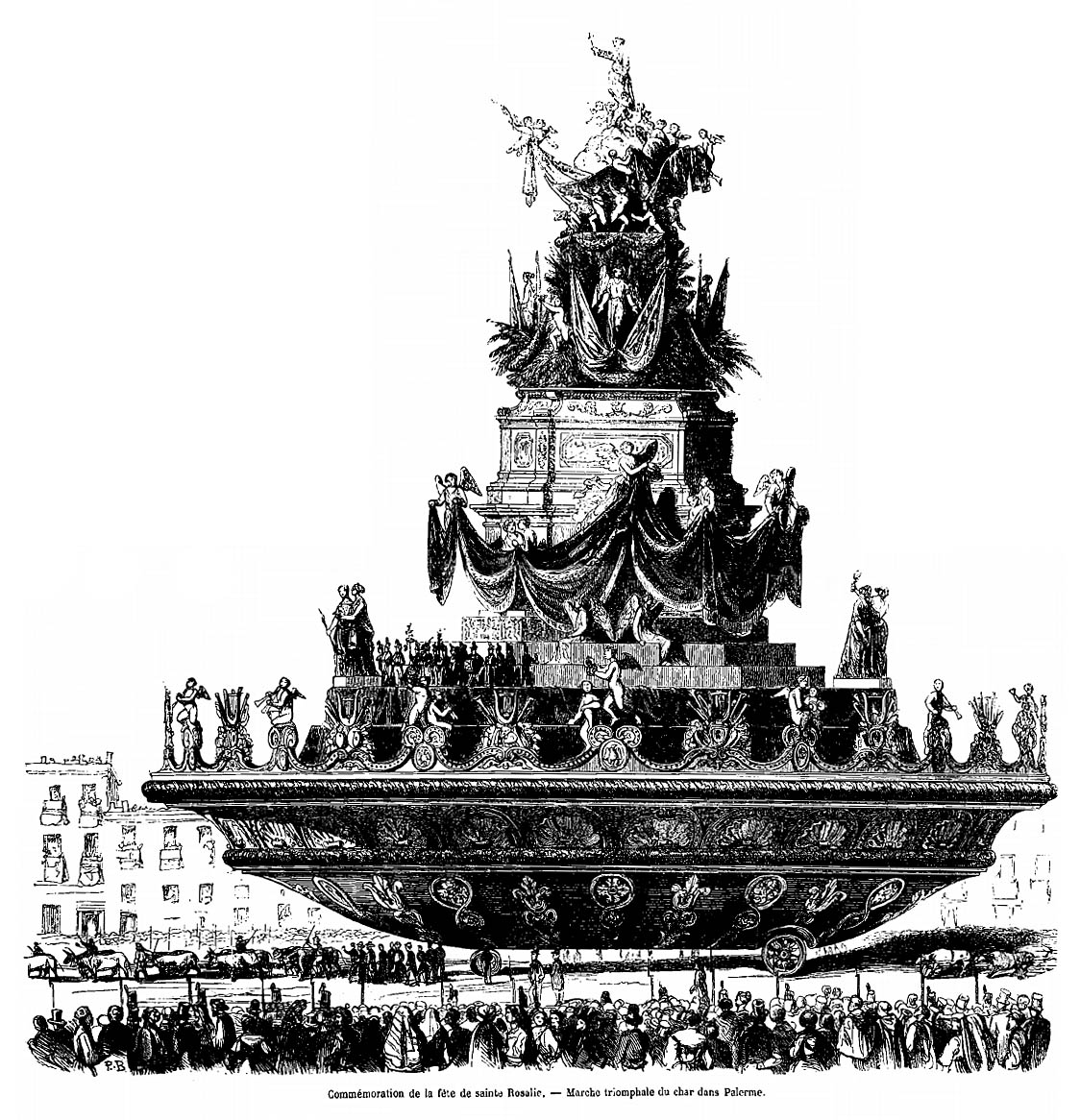
Carro trionfale del 1850.

I quattro piccoli carri utilizzati per le prime processioni sono sostituiti nel 1686 da un grosso carro trionfale. Il carro, metafora del trionfo della santa, diventa ben presto il centro della celebrazione, assume subito dimensioni notevoli ed è stato più volte sostituito, nella ricerca di effetti scenografici sempre più solenni. Tra il Settecento e l'Ottocento molti famosi architetti palermitani si cimentarono nella sua progettazione.

Nel 1701 ad opera dell'architetto Paolo Amato, assunse per la prima volta la forma di vascello, idea ripresa anche in tempi moderni. Durante il periodo borbonico, fino al 1860 si mantenne a lungo il carro settecentesco, che mostrava l'opulenza della corte.
In occasione dell'Unità d'Italia fu creato un nuovo carro, una grande vasca ornata da puttini. Nel 1896, su ispirazione di Giuseppe Pitrè, fu costruito un carro di dimensioni tali da non potere passare attraverso le strade del centro, ma dalle vie più esterne della città. Nel 1924, in occasione del terzo centenario del ritrovamento delle reliquie, fu realizzato un carro fisso con una torre centrale alta 25 metri.

## Il rito nel presente
Ancora adesso il "festino" è un grande evento popolare che va dal 10 al 15 luglio, che precede le celebrazioni religiose del giorno dopo. Rinnovato nel 1995 da Pino Caruso (chiamato da Leoluca Orlando, sindaco, a dirigere "Palermo di scena" manifestazione d'arte 14 luglio/14 settembre) che ne curò le edizioni dal '95 al '97, affidandone la realizzazione a Valerio Festi, Monica Maimone, Sandro Tranchina; Edizioni memorabili per modernità e spettacolarità., 15 luglio. Da allora, ogni anno viene sviluppato un tema differente, mantenendo però di base la storia del miracolo della vittoria sulla peste.

### La processione

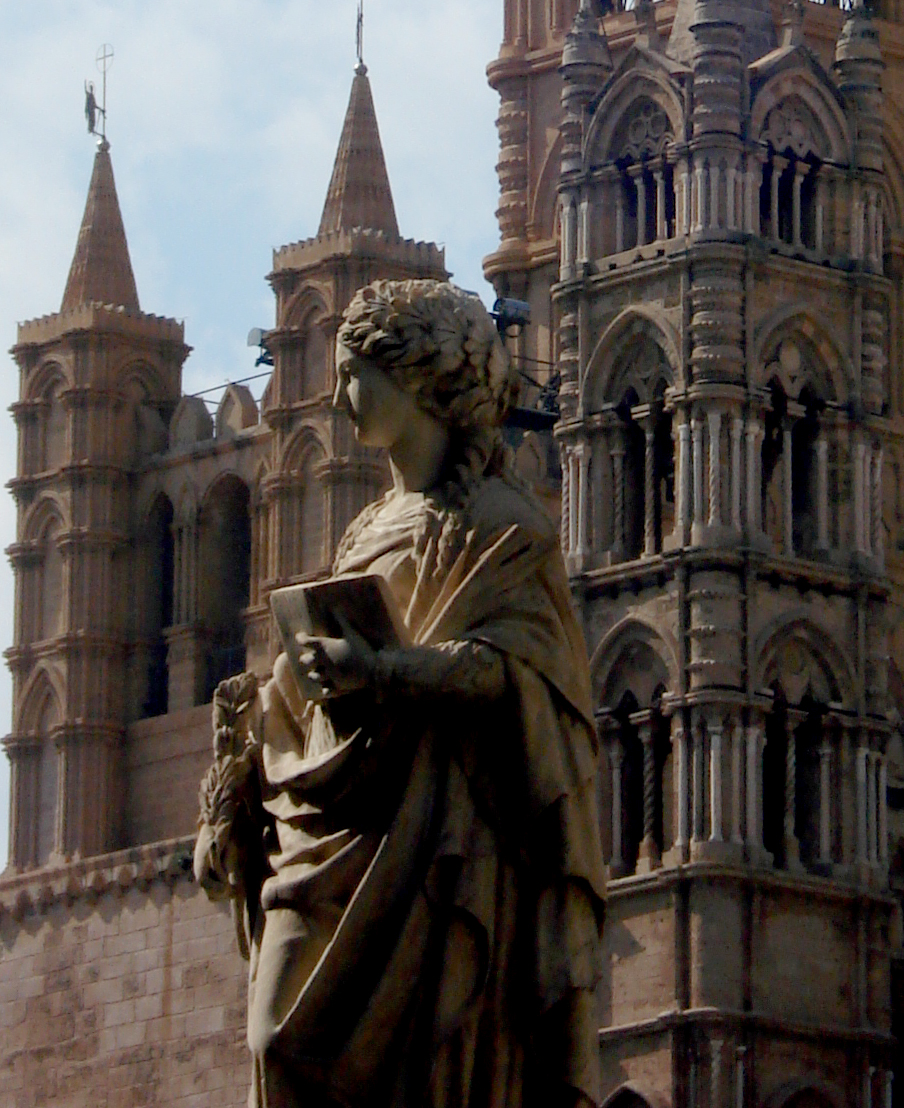
La statua di Sant'Oliva di fronte alla Cattedrale di Palermo

La notte del 14 luglio i festeggiamenti artistico-popolari giungono all'apice: una grande "processione popolare", partendo dalla Cattedrale procede lungo l'antico asse viario del Cassaro fino al mare, passando attraverso porta Felice, secondo un itinerario ideale dalla morte (la peste) alla vita (la luce dei fuochi d'artificio in riva al mare).

Tra musiche, canti e varie coreografie vien trainato un carro grande trionfale (a forma di barca), nuovo di anno in anno, con al di sopra una statua della santa, anch'essa sempre nuova di anno in anno. Ai Quattro Canti vi è un momento in cui, tradizionalmente, il sindaco in carica depone dei fiori ai piedi della statua della Santa gridando "Viva Palermo e Santa Rosalia!" e poi vi è il momento alla Marina (zona del Foro), dove ha luogo un grande spettacolo pirotecnico.
Accompagnano la processione canti di devozione in rima:
"Uno. Nutti e jornu farìa sta via!
Tutti. Viva Santa Rusulia!
U. Ogni passu e ogni via!
T. Viva Santa Rusulia!
U. Ca ni scanza di morti ria!
T. Viva Santa Rusulia!
U. Ca n'assisti a l'agunia!
T. Viva Santa Rusulia!
U. Virginedda gluriusa e pia
T. Viva Santa Rusulia!”
ed ogni tanto il grido
“E chi semu muti? Viva
viva Santa Rusulia”.
Il 15 luglio, giorno solenne in città, è il culmine della festa estiva e si festeggiano insieme sia il giorno del ritrovamento delle spoglie mortali della Santuzza (il 15 luglio 1624) sia il giorno in cui queste furono portate per la prima volta per la città con una Solenne Processione (il 9 giugno 1625) durante la quale, al canto del "Te Deum Laudamus", ci fu il "blocco della peste" con il regredire del contagio e l'inizio delle guarigioni pubbliche degli appestati. Durante la giornata varie messe solenni in cattedrale e poi nel pomeriggio, verso le 18, inizia la processione con le Sacre Reliquie di Santa Rosalia contenute in un'artistica Arca argentea. La processione, dopo una sosta a Piazza Marina, dove il vescovo di Palermo dà un messaggio alla città, prosegue per le vie antiche fino al rientro in Cattedrale dove, con la benedizione e i fuochi d'artificio si concludono i solenni festeggiamenti.

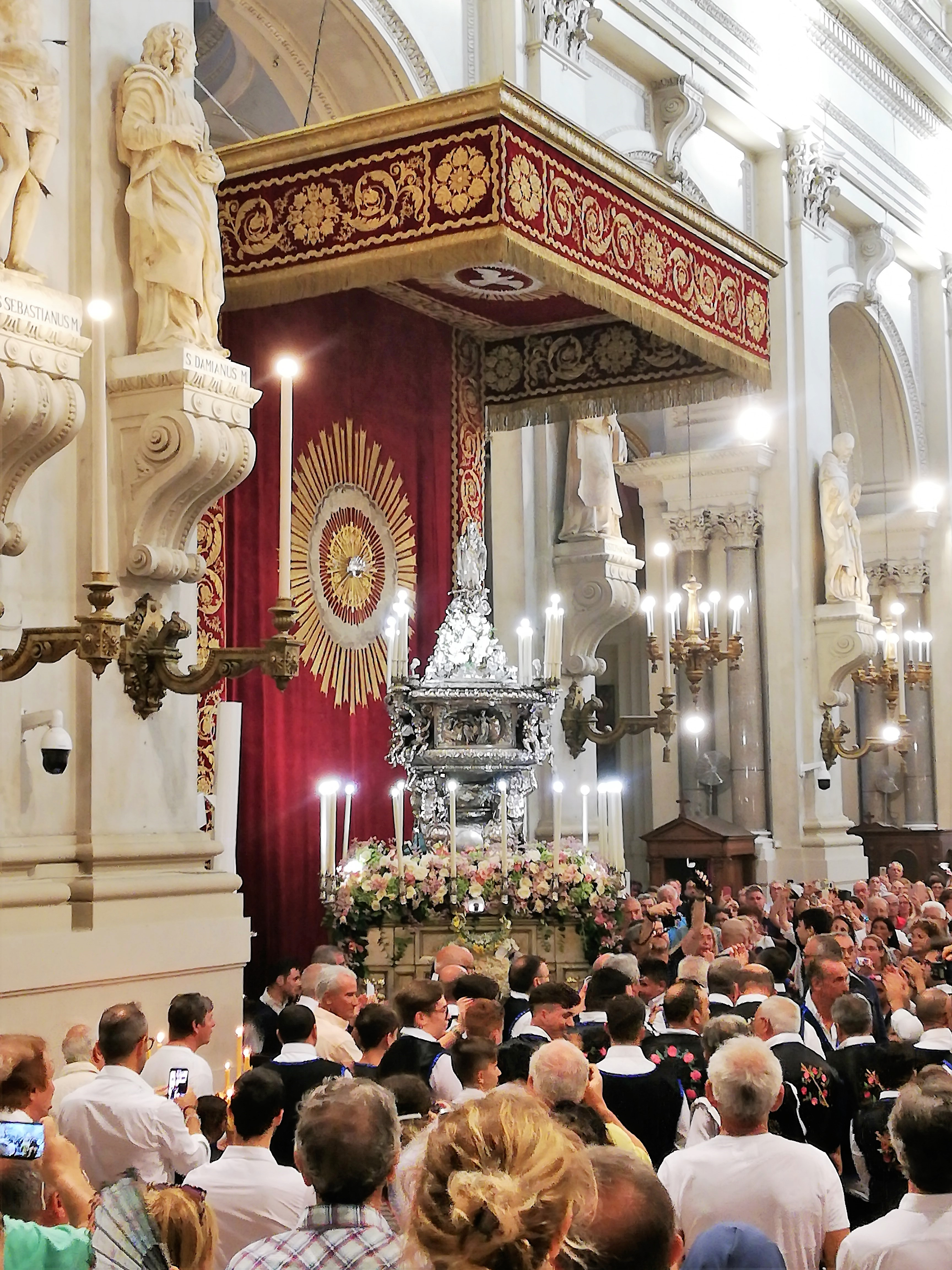
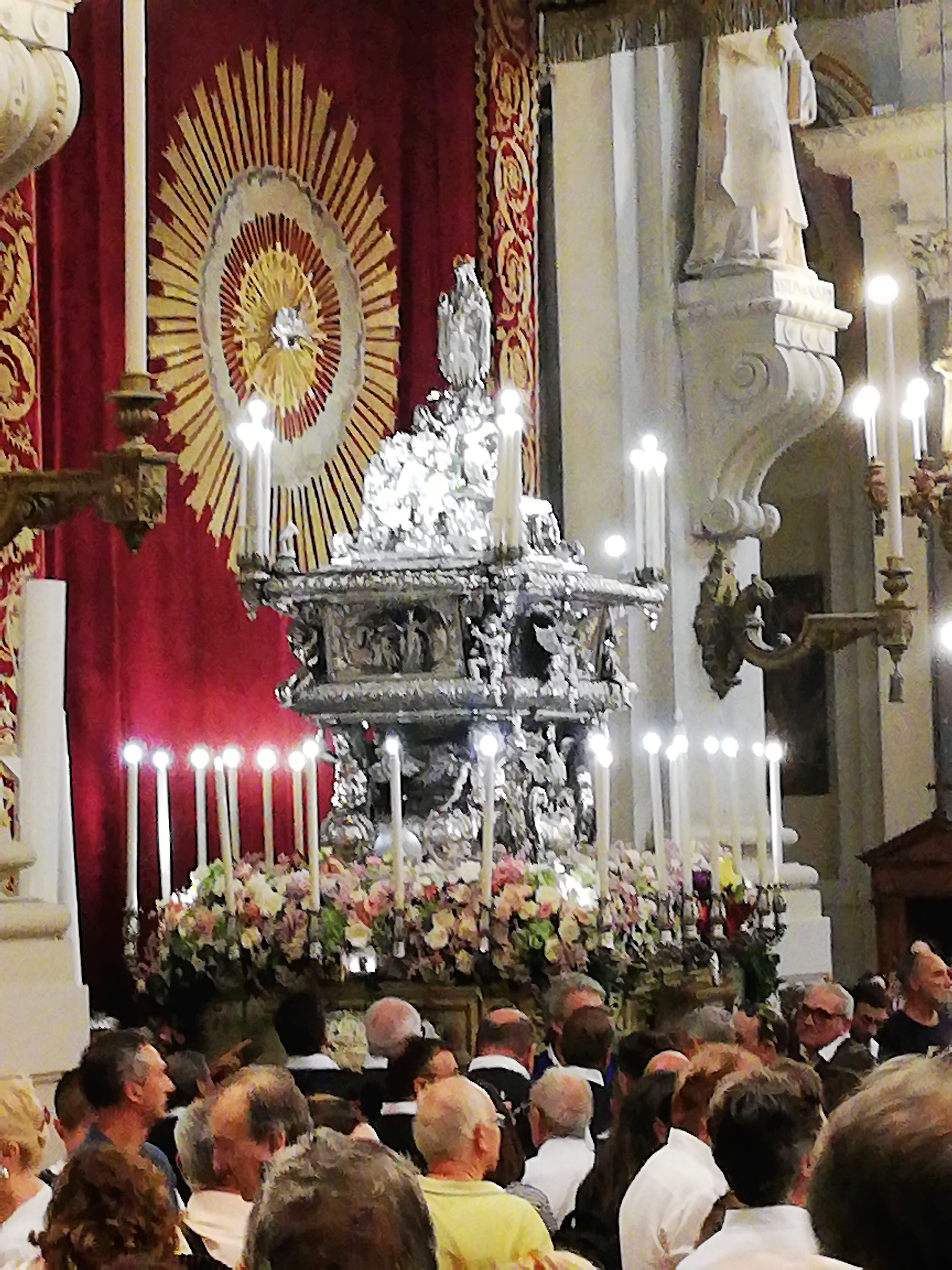
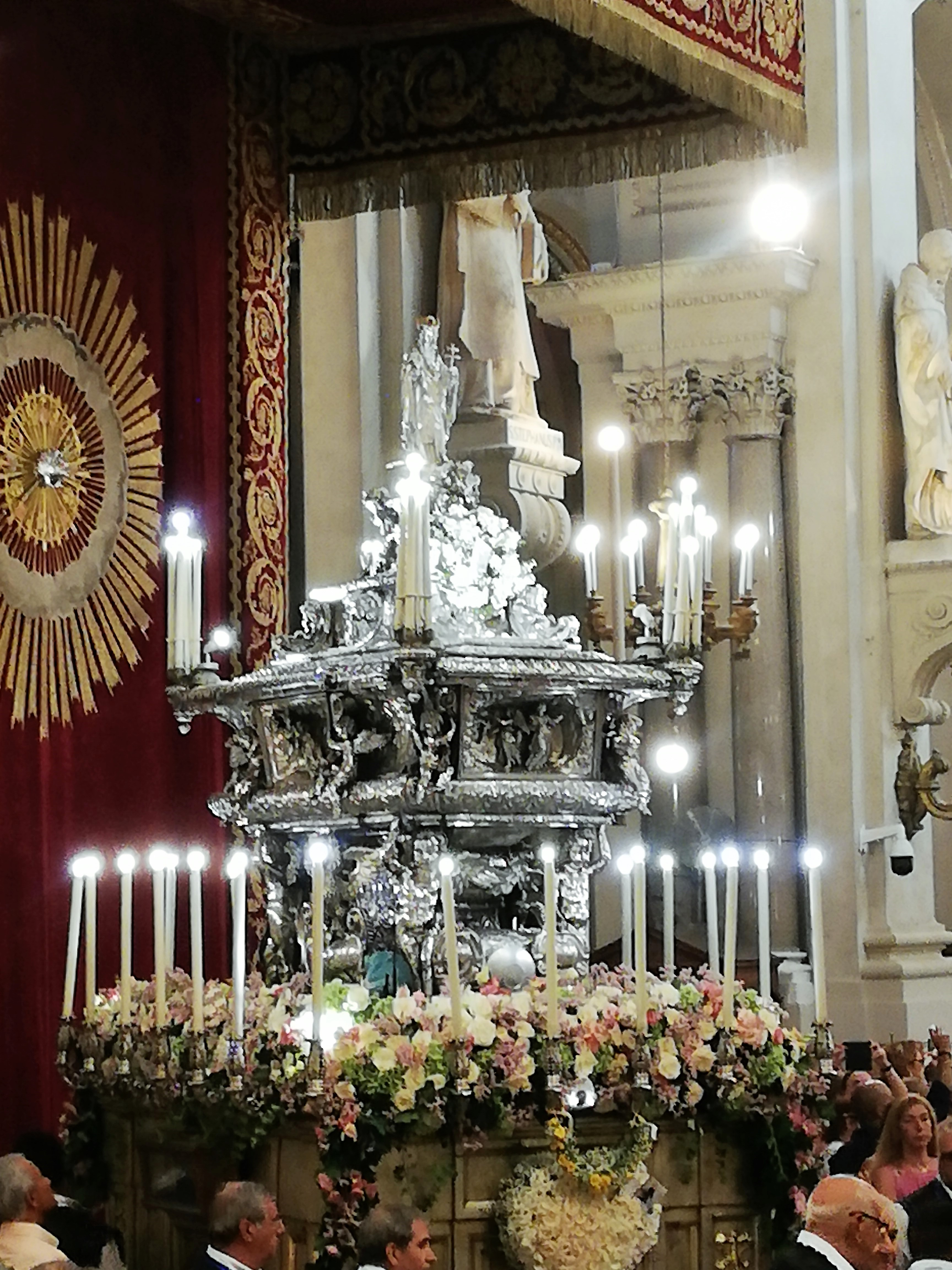
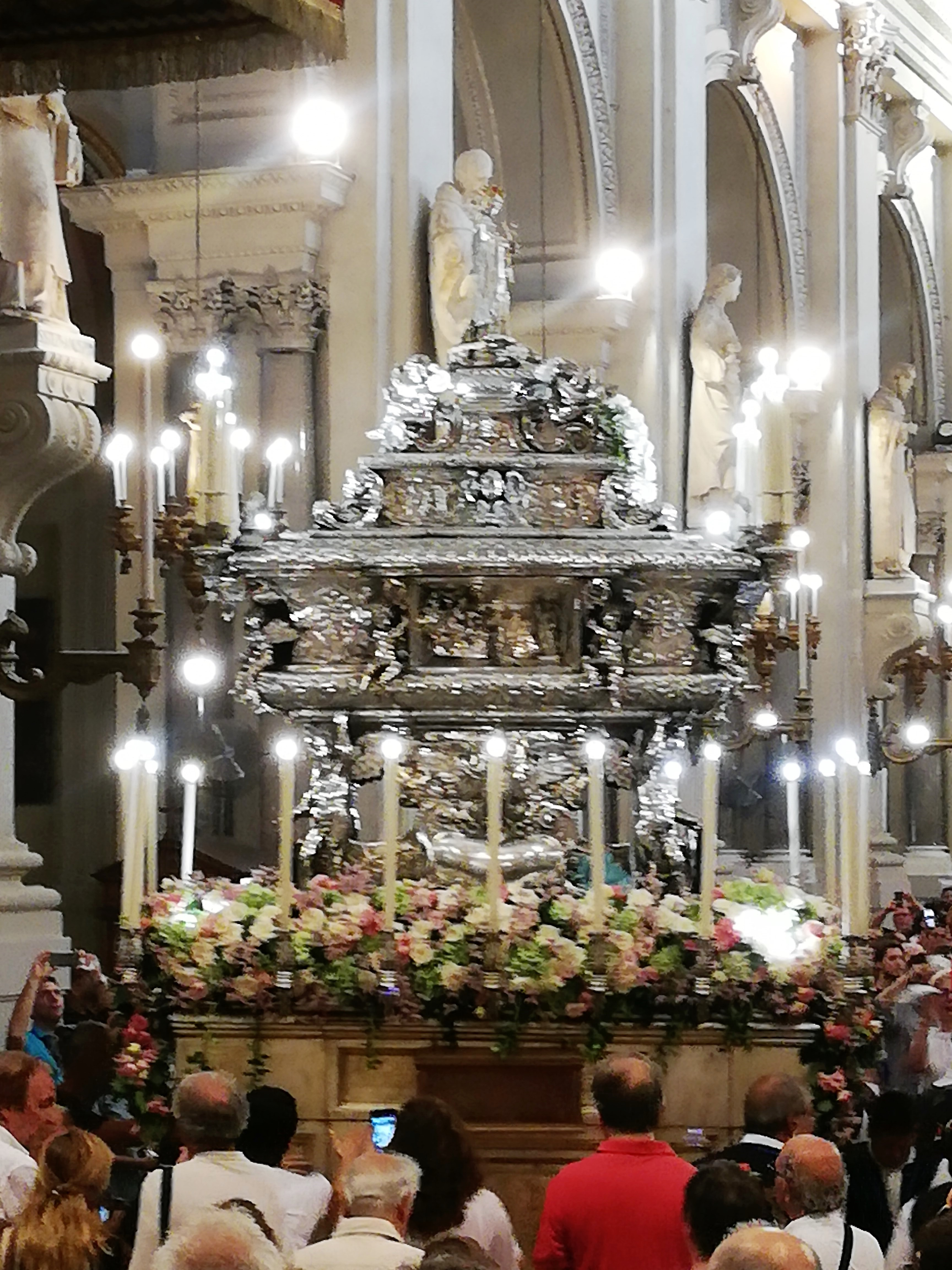
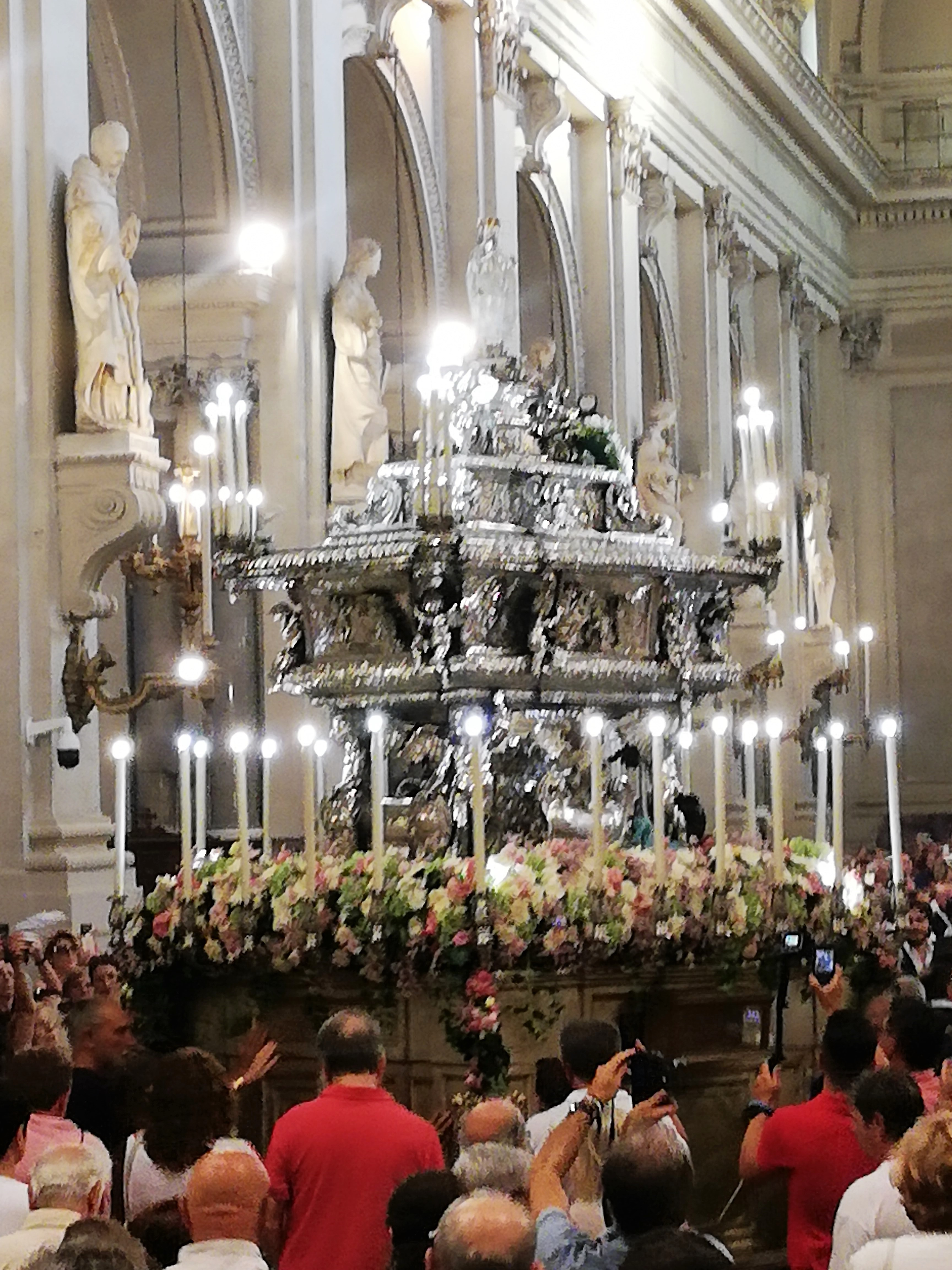
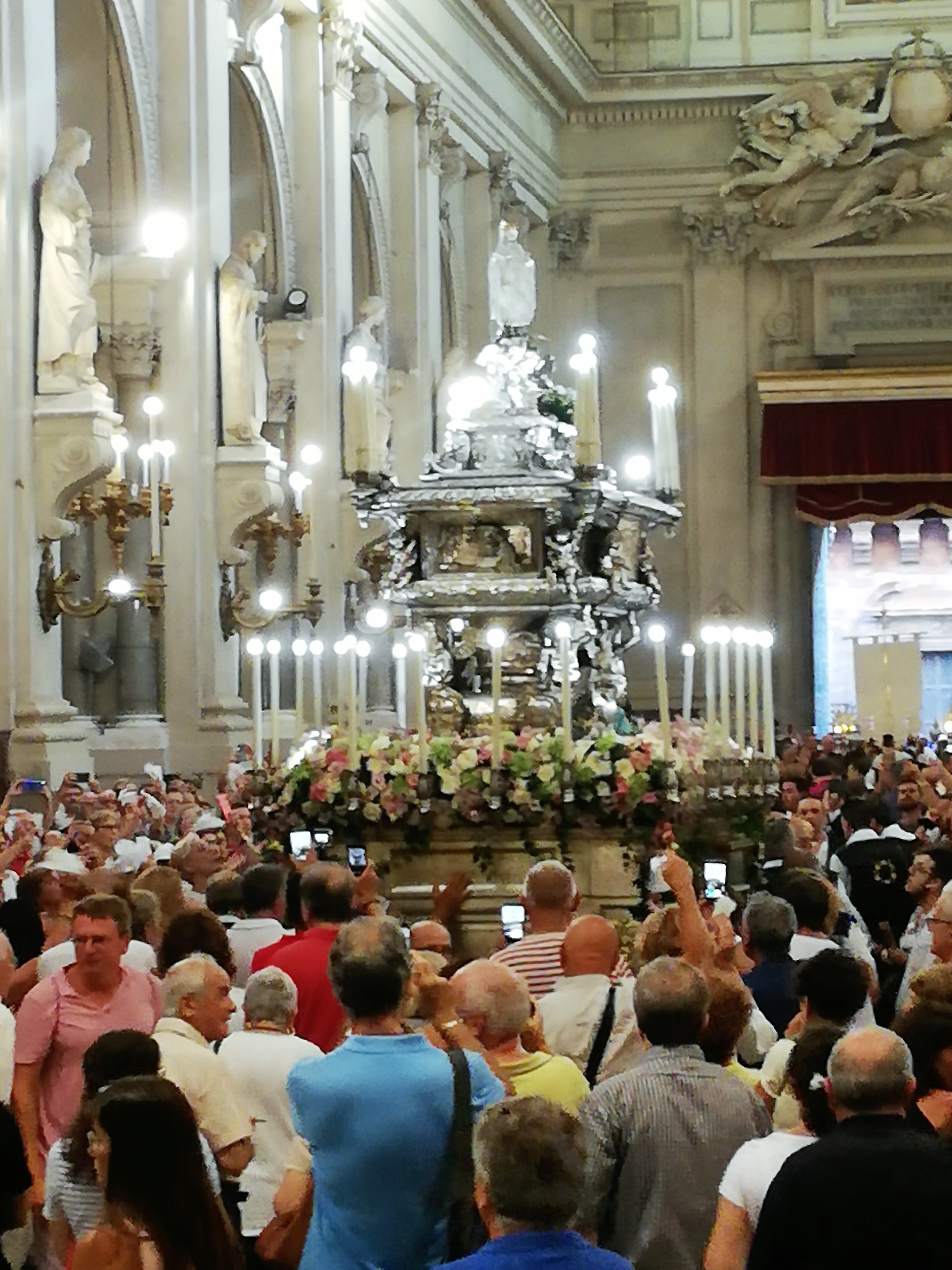
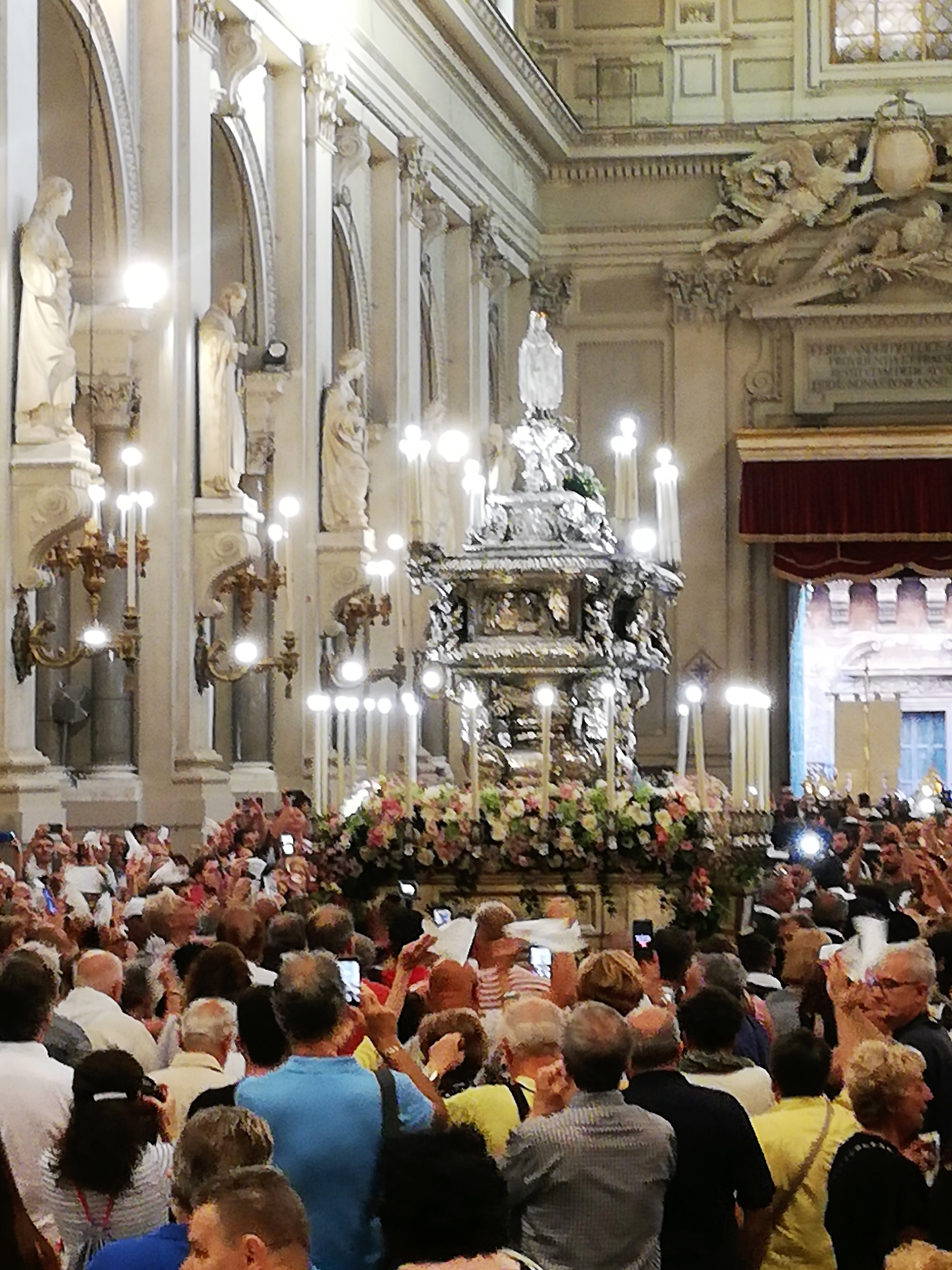

Le fasi d'uscita Processione 2019

### Il carro

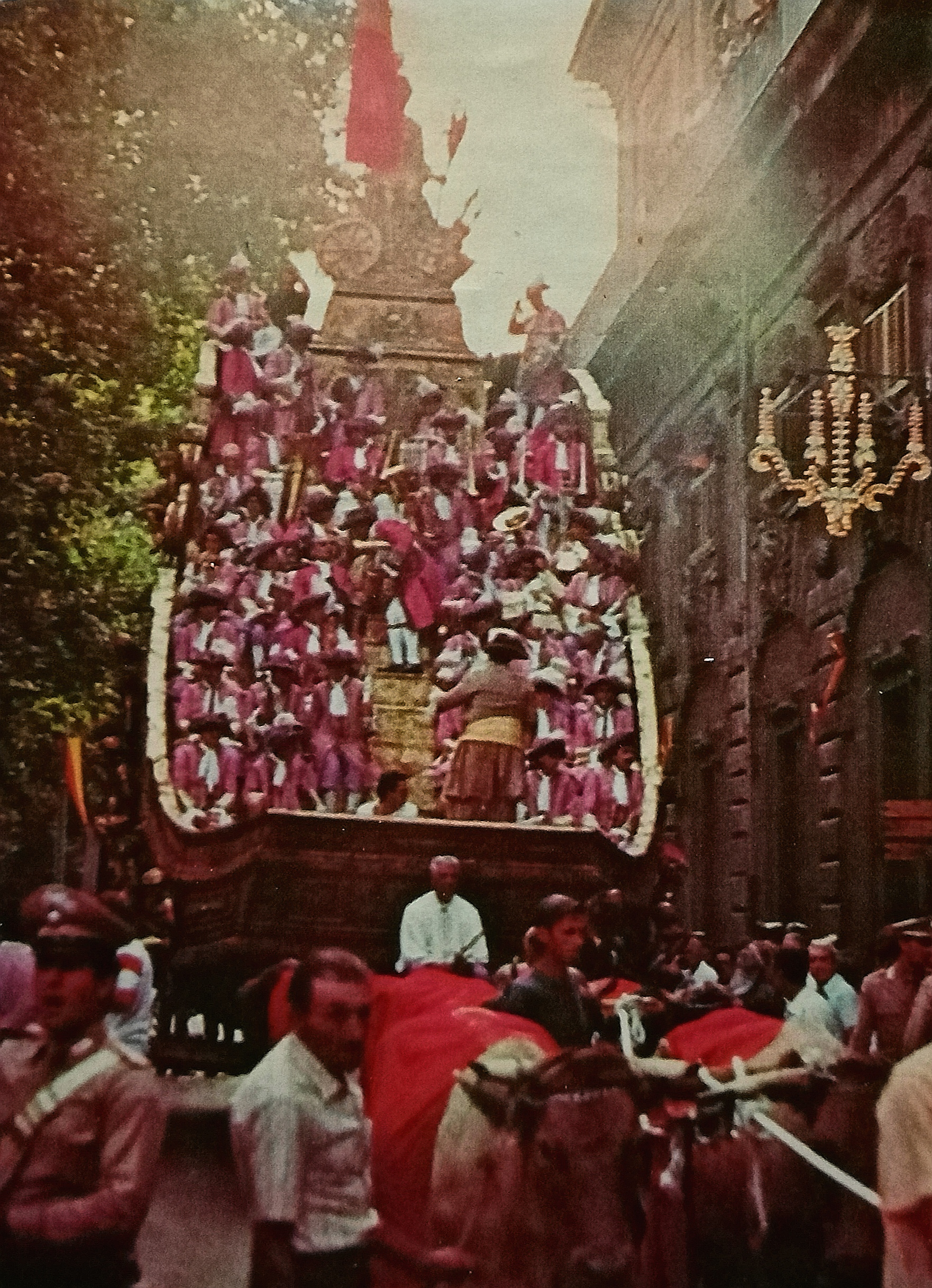
Carro trionfale progetto Rodo Santoro, riproduceva un antico galeone, ospitava sessanta musici in abiti settecenteschi.

Nel 1974 per il 350° festino, viene costruito, facendo riferimento ai disegni del 1701 dell'architetto Paolo Amato, un carro a forma di vascello di ispirazione barocca, che raggiunge i dieci metri d'altezza e i nove metri di lunghezza, trainato da buoi. Da questo momento il carro in sé diviene un piccolo palcoscenico coreografico.
Nel 2000 e 2001 sfila il carro dalle ali d'argento dell'edizione 1998 disegnato dallo scenografo Lupo che vi inserisce una nuova prua in forma di saraceno. Il carro attraversa l'oceano e sfila per il Columbus Day nel 2003 e 2004 ed è attualmente custodito presso la città di New York.
Nel 2002 è riproposto il carro del 1974, sui disegni di Paolo Amato e ricostruito dalle maestranze del Teatro Massimo dirette dall'architetto greco Rodo Santoro, direttore artistico del Festino 2002; era stato egli infatti a costruire il carro trionfale e i carri minori che lo accompagnavano nel 1974.
Nel 2003, direzione artistica di Davide Rampello, è costruito un nuovo carro in stile barocco a forma di vascello, dipinto con motivi marmorei policromi; lo scafo è di color verde ramarro, con particolari in foglia d'oro zecchino e all'interno contiene un'isola con un Monte Pellegrino ricoperto di rose dorate, con al di sotto il mar Mediterraneo popolato da tritoni a forma di biscione e alla sommità la statua della Santa, un manichino di legno con mani e viso di resina dipinta ad effetto porcellana ed ispirata all'iconografia del noto stuccatore e scultore Giacomo Serpotta; essa ha la mano sinistra e lo sguardo rivolti verso l'alto, a Dio, e nella mano destra sorregge la dorata bandiera della vittoria sulla peste. I capelli sono una parrucca realizzata con fili di seta ed il prezioso abito ricamato in oro indossato dalla statua è realizzato da un gruppo di religiose di Genova.
Nel 2004, sempre condotto da Davide Rampello, come nei due anni successivi, è riproposto il carro del 2003, ma con una nuova scenografia e con una nuova statua. Il carro è di tipo barocco, dipinto di un bianco candido con decorazioni dorate, al posto del Monte Pellegrino è costruito un candelone (una torre) che, al di sopra, nel suo "Tabernacolo", contiene quattro nicchie girevoli ospitanti le statue delle quattro Sante compatrone della città: Agata, Cristina, Ninfa e Oliva. In cima al candelone è collocata la statua di Santa Rosalia, alta 2,50 m, realizzata dallo scultore Maurizio Montaina seguendo il bozzetto dello scenografo Fabrizio Lupo, ispirata a tre diverse sculture seicentesche realizzate dai componenti della famiglia Serpotta all'interno degli oratori cittadini. Definita in resina, raffigura una Rosalia con il mantello e l'abito d'oro zecchino. La Santa ha il viso, le braccia ed i piedi color bianco ed ha i capelli legati in una coda che scende sulle spalle con sopra la corona di roselline, inoltre indossa una mantella a rocchino chiusa da una spilla circolare. Con la mano destra tiene il libro dei Vangeli e una piccola croce, con la sinistra sorregge un teschio, simbolo della peste. Con il piede sinistro, scalzo come anche quello destro, schiaccia due serpenti, anch'essi simbolo della peste che affliggeva Palermo.
Nel 2005 è condotto in corteo lo stesso carro ma con una nuova scenografia barocca.
Lo scafo è ridipinto di oro con decorazioni in argento, sono costruite statue di angeli e putti posizionate sopra il carro, sono realizzate anche le nuove statue delle sante Cristina, Oliva, Agata e Ninfa, ispirate alle omonime sculture seicentesche dello splendido Oratorio di Santa Caterina d'Alessandria all'Olivella, opere dello scultore Procopio Serpotta, figlio di Giacomo, è posizionato anche un organo. La statua anche in quell'anno è nuova di zecca, realizzata sempre da Maurizio Montaina, dipinta da Fabrizio Lupo, noto scenografo di Palermo, realizzatore e progettatore del carro del 1998, utilizzato fino all'anno 2001. Il manufatto è ispirato alla statua marmorea seicentesca realizzata dallo scultore Giovanni Battista Ragusa, custodita 
presso la Cappella Reale - Senatoriale dedicata all'Immacolata Concezione nella basilica di San Francesco d'Assisi a Palermo. La scultura, modellata in resine, rappresenta una giovane Rosalia dal leggero sorriso e dai capelli sciolti che ricadono sulle spalle, guarda il suo popolo e si staglia da una nuvola collocata su una raggiera dorata, impugna nella mano destra una piccola croce ricoperta d'oro, mentre con la mano sinistra, dolcemente poggiata sul petto, sorregge invece il suo ampio drappeggio; col piede sinistro schiaccia il serpente, simbolo della peste.

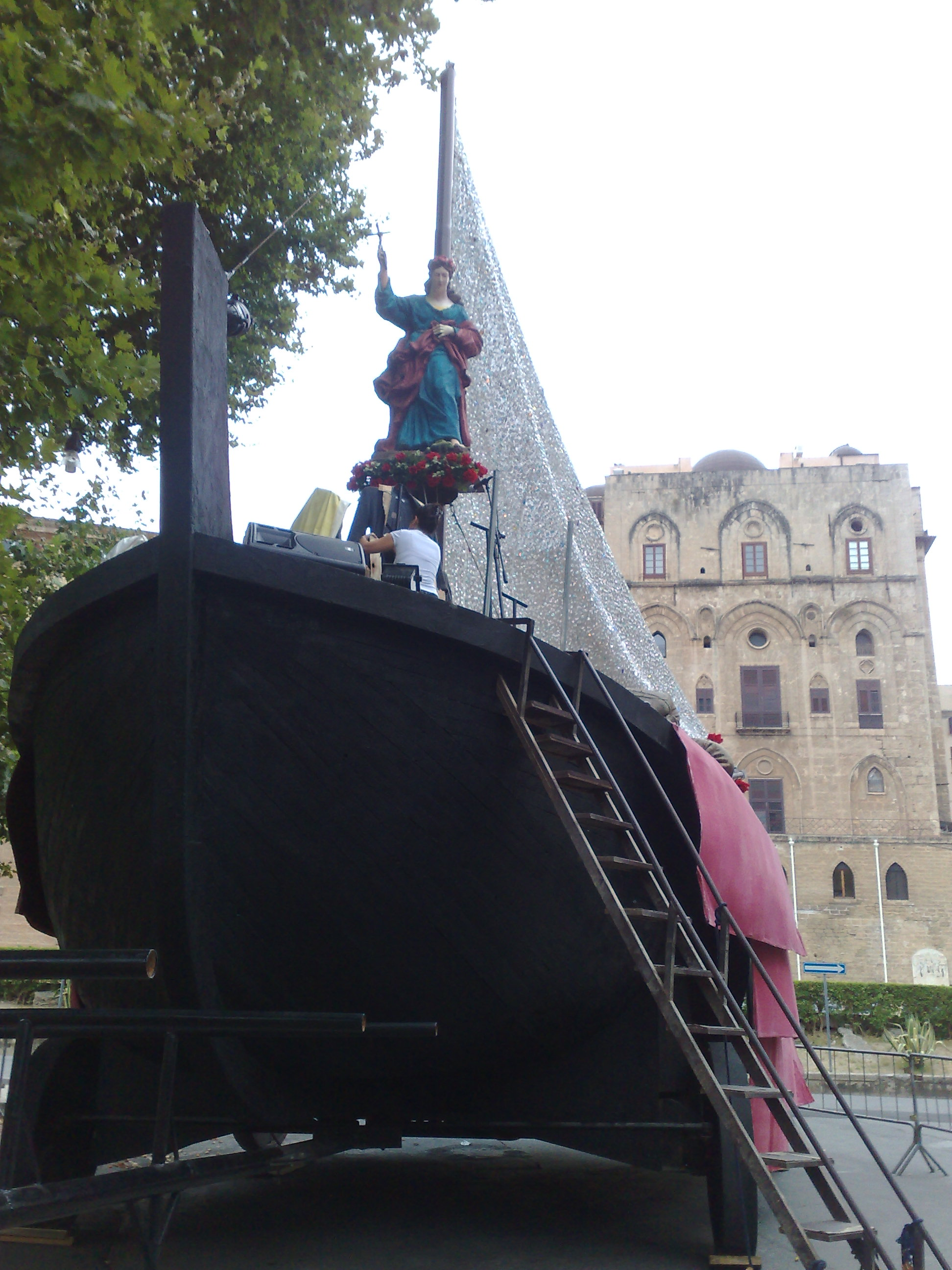
Carro del Festino 2007
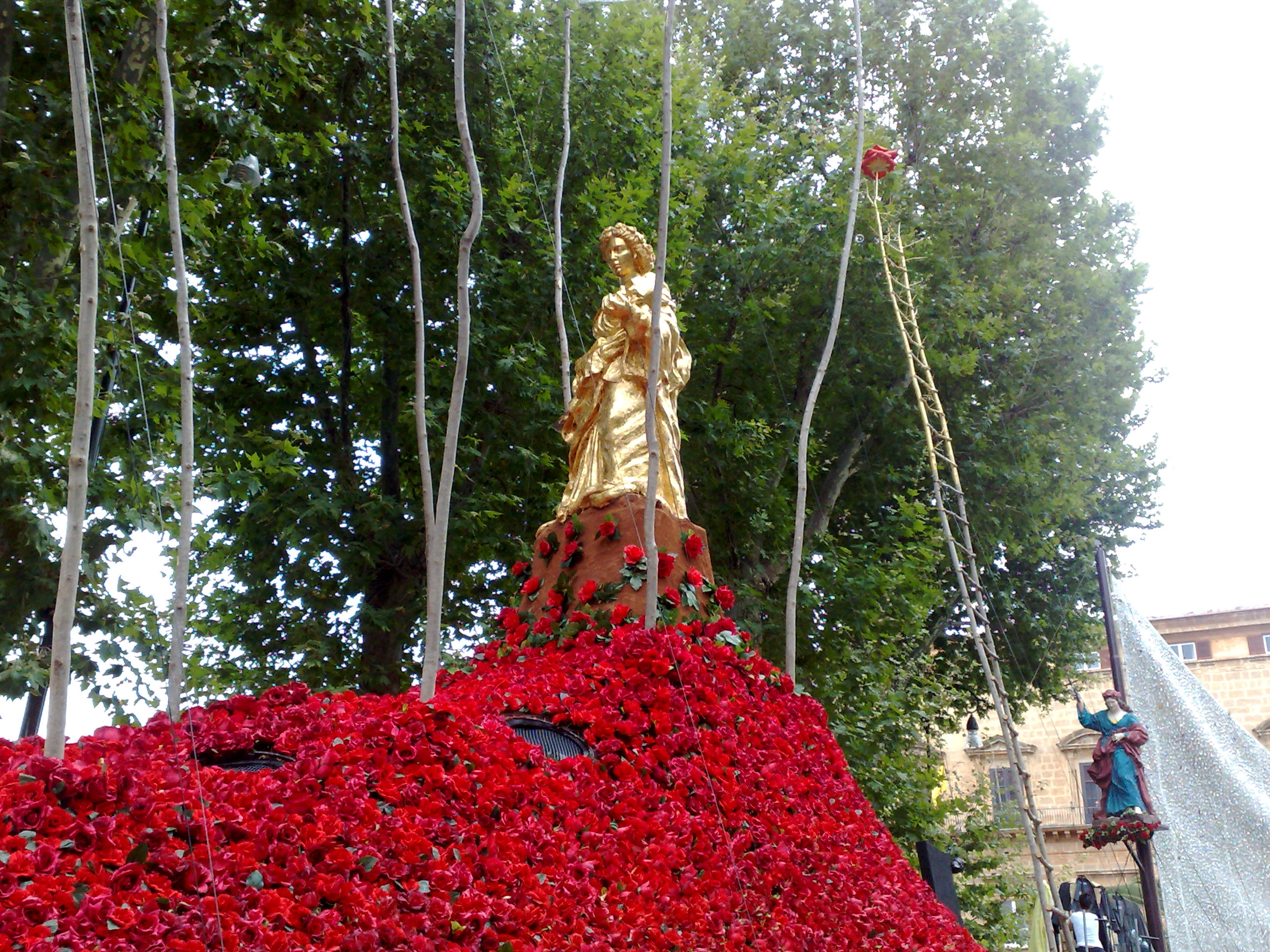
Il Carro Allegorico dell'anno 2008
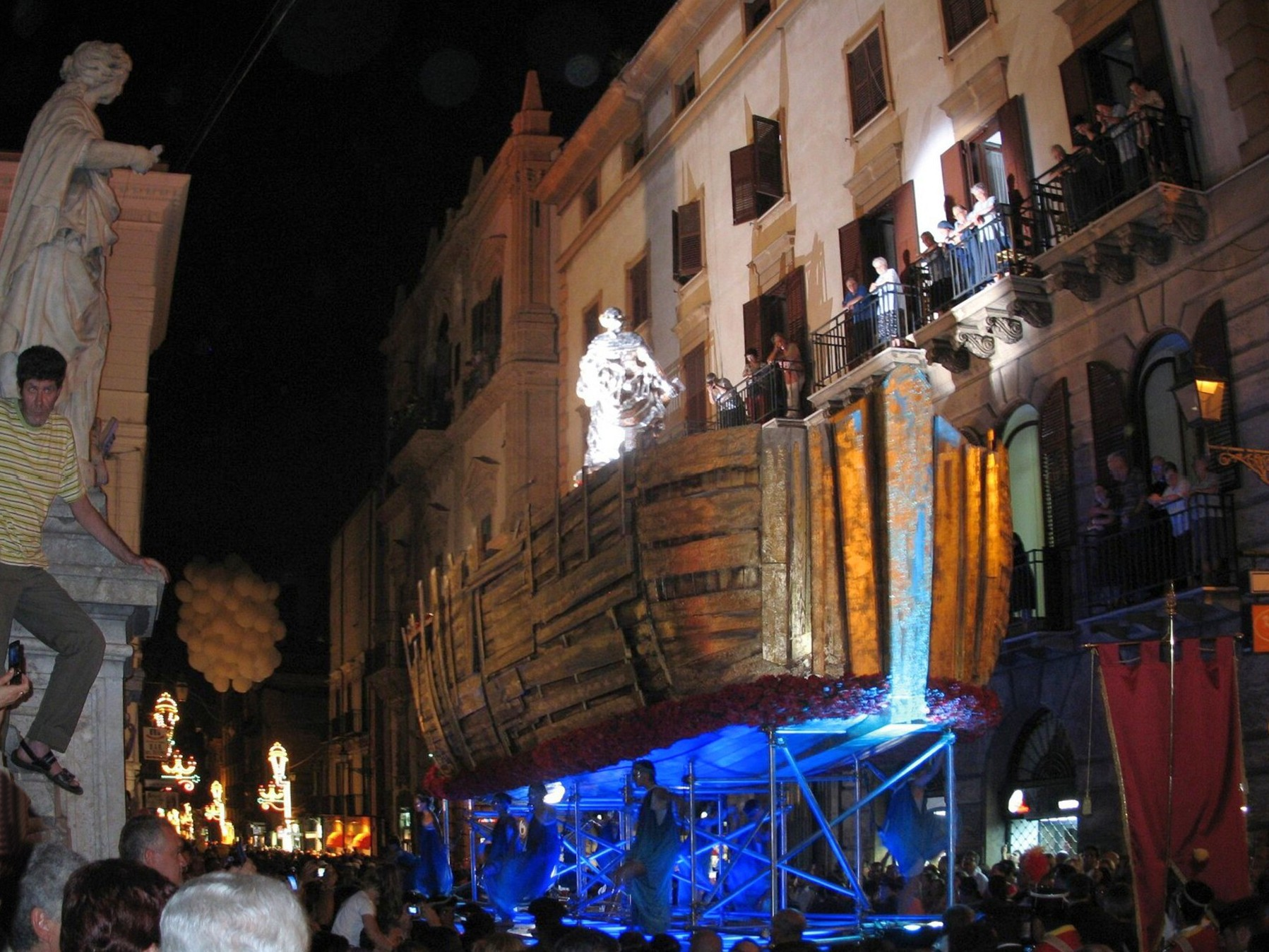
Carro del Festino 2009
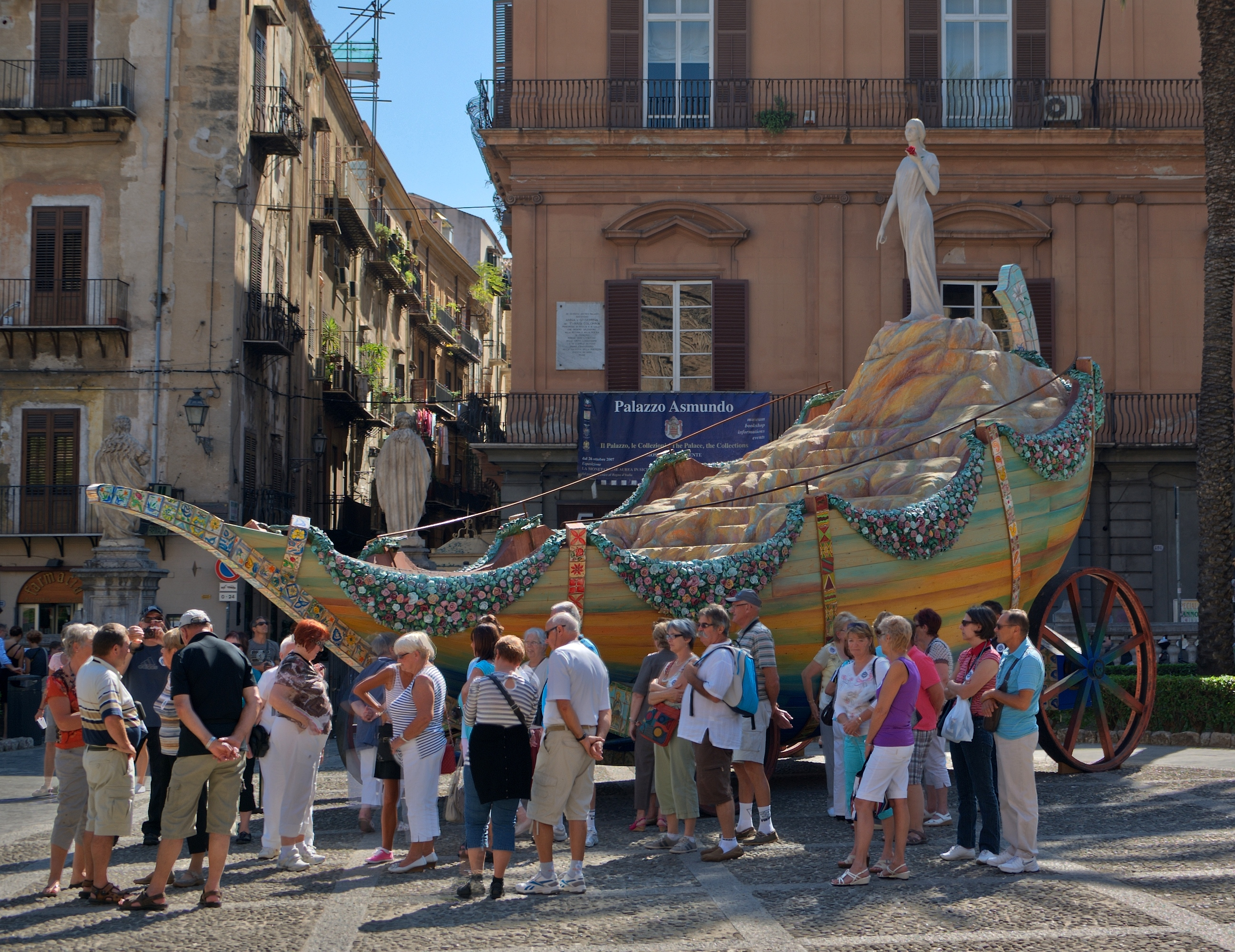
Carro del Festino 2012
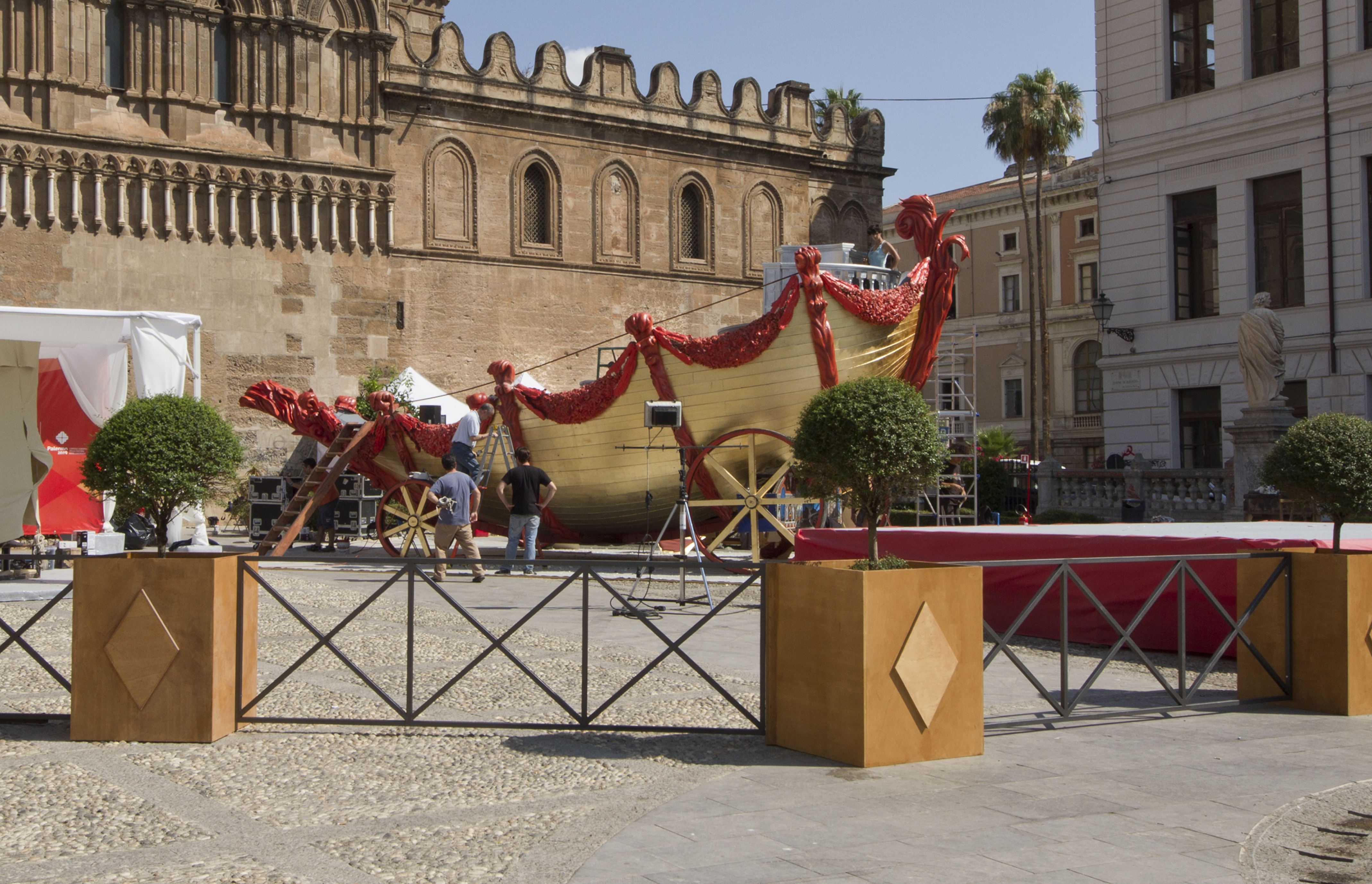
Carro del Festino 2013

Nel 2006, in seguito ad un incendio al carro verificatosi l'anno precedente (avvenuto nel mese di novembre del 2005), lo scafo è rimasto lo stesso ma il resto è cambiato. Il carro si presenta come un armadio enorme che può aprirsi e chiudersi ispirato alla pittura seicentesca, la statua di Santa Rosalia è la stessa dell'anno precedente, ma è ridipinta da Stefano Canzoneri. 
Nel 2007 è costruito un nuovo carro ideato da Jannis Kounellis, per il quale si abbandonano le forme barocche a favore della più semplice forma di barca da pesca dei tonnaroti, con una vela interamente intarsiata di cristalli Swarowsky realizzata da un gruppo di studenti dell'Accademia di Belle Arti di Palermo sotto la guida dello scenografo Giacomo Cuticchio secondo le indicazioni di Jannis Kounellis. Due carri minori detti del "Bene e del Male" ideati da Fabrizio Lupo, precedono il Carro Trionfale, sui carri figuranti in veste di Angeli e Diavoli con i costumi di Daniela Cernigliaro. 
Il 2008 è l'anno dei tre Carri, apre la processione un Carro ideato da Fabrizio Lupo che, grazie alla tecnologia LED, per la prima volta accoglie un trionfo di luminarie, sul Carro, chiamato del Sentimento Popolare, la giovane cantante Elisa Parrinello intona canti della tradizione con l'orchestra "Ditirammu" anch'essa sul Carro. Segue il Carro dell'anno precedente detto "La Musciara" di Jannis Kounellis. Chiude il Corteo un terzo Carro ideato dall'architetto Marcello Chiarezza, "Rosa oltre le Spine" è il nome e il simbolo del Carro è un tappeto di rose rosse. La statua di Santa Rosalia è quella realizzata dallo scultore Maurizio Montaina su disegno di Fabrizio Lupo nel 2004 e riutilizzata nel 2006.
Nel 2009 è costruito un carro - nave di legno marino ricoperto con foglia d'oro zecchino con al di sopra la statua di Santa Rosalia del 2004, ridipinta di argento. 
Nel 2010 e nel 2011 il carro è rappresentato da un roseto barocco a bordo di un carretto siciliano tradizionale con pitture artigianali raffiguranti scene di vita della Santa, la statua è quella del 2004, ridipinta con un bianco cristallizzato e con i serpenti, il teschio ed il Vangelo d'oro.
Dal 2012 fino al 2014 il carro è stato realizzato e progettato dallo scenografo Renzo Milan. Nel 2012 è costruito un nuovo carro rappresentante un vascello di legno dai colori pastello mediterranei lungo 12 m, con sopra un Monte Pellegrino a gradoni; la statua della Santa è realizzata dallo scultore Salvatore Rizzuti con resina e plastilina e raffigura una Rosalia fuori dai canoni classici, con l'aspetto di un'adolescente e con capelli sciolti, dinamica, non policroma. Con una mano indica il Carro e quindi Palermo e i suoi cittadini, con l'altra tiene una rosa rossa. 
Nel 2013 il Carro è ridipinto d'oro, sono montate decorazioni di legno e resina raffiguranti coralli rossi; nella parte posteriore è montato un paliotto di legno ispirato ai marmi policromi della monumentale chiesa dell'Immacolata Concezione al Capo. Il Monte Pellegrino scompare e al suo posto vi è un palchetto a gradinata con una prospettiva accelerata, vi sono balaustre con colonnine e il piedistallo per la statua della Santa, realizzata dal giovane Giacomo Rizzo, anch'essa dal volto adolescenziale, ma questa volta è policroma, ha colori tenui. Ha i capelli sciolti e i piedi scalzi, un abito cinto sotto il petto e un mantello ai piedi. Con la mano destra, aperta, accoglie le anime e le preghiere dei cittadini e dei fedeli, la mano sinistra è poggiata sul cuore. 
Nel 2014 sono eliminati i coralli e sono montate nuove decorazioni ed elementi scenografici più delicati. Il Carro è marmorizzato con splendidi motivi geometrici e colori pastello delicati. Il palchetto è arricchito con altre balaustre e dipinto con motivi marmorei, così come tutto il Carro. Il paliotto non viene asportato ma viene ridipinto con motivi geometrici marmorei. Al posto dei coralli vi sono dei costoloni rotondi rossi con motivi marmorei. La statua in polvere di marmo e ispirata al Serpotta, ed in particolare alla statua di santa Ninfa nell'Oratorio di santa Caterina d'Alessandria all'Olivella, è realizzata dal giovane scultore palermitano Domenico Pellegrino e rispecchia i canoni classici. Ha i capelli raccolti e costellati da roselline, un viso dai lineamenti dolci e lo sguardo rivolto in alto verso Dio, con la mano sinistra poggia il Vangelo sul cuore con l'altra regge un giglio d'argento realizzato, così come la piccola croce che la santa tiene in mano insieme al Vangelo, dal maestro argentiere Benedetto Gelardi. La santa, scalza e con un campo di rose e un teschio ai piedi, ha un abito di merletti scolpiti in polvere di marmo. 
Nel 2015, il carro è stato progettato dal pittore Sergio Pausig con l'approvazione del direttore artistico, il regista e attore palermitano Lollo Franco. Il carro è riciclato ed è quello del 2012, è ricoperto interamente con juta e poi dipinto d'oro, è ulteriormente decorato con lastre lignee con stucchi e resine. La statua della santa è realizzata dallo scultore Gabriele Venanzio, dipinta e disegnata dallo stesso Pausig ed è alta 2,40 m. Ha uno sguardo dolce e sorride, indossa la tipica corona di rose rosse sul capo, nella mano destra, innalzata rispetto alla sinistra, impugna un crocifisso, con la mano sinistra regge il libro dei Vangeli, chiuso da due fibbie. La santa indossa un saio da eremita di tela di juta, semplice ed elegante e cinto alla vita da una cintola, ed è ornata da un mantello blu lungo 4 m con tessere di mosaico color oro.
Nel 2016 il carro e la statua sono ideati da Lollo Franco, che dirige nuovamente lo spettacolo. Il carro è totalmente rivoluzionato per poter avere nuove costruzioni. Parte della prua è asportata per poi rimontare una nuova struttura che da simmetria al carro, sulla quale è posizionata una colomba bianca, simbolo di purezza e dello Spirito Santo. Le centine circolari del 2014 vengono smontate così come il palchetto e le balaustre, nonché i festoni di rose sul carro. È ricoperto con carta specchiante, costruita una torre di 10 metri con due rampe di scale e temi marini a trompe l'oeil dipinti sopra. Il carro è realizzato dallo scenografo palermitano di origine boliviana Rudy Laurinavicius e dall'architetto Salvatore Lombardo. La statua è realizzata in polistirolo dalla EngiMark, società bagherese, e da Rudy Laurinavicius; essa raffigura una Rosalia con le braccia aperte in segno di accoglienza.
Nel 2017 (sempre con la direzione artistica di Lollo Franco), il carro degli anni precedenti è definitivamente smontato, e le sue parti meccaniche sono ristrutturate e riutilizzate per la realizzazione del nuovo carro, progettato e realizzato dai docenti del liceo artistico E. Catalano Franco Reina, Andrea Buglisi e Lia La Grutta, coadiuvati da Nicola Busacca e Massimiliano Sanfilippo, con la collaborazione degli studenti di scenografia e di arti figurative dell'istituto.
Nel 2018, anno di Palermo capitale italiana della cultura, il tema conduttore del festino è "Palermo Bambina", da qui nasce l'idea di una rappresentazione della "Santuzza" adolescente, nel momento del passaggio in cui matura l'idea dell'abbandono dell'agiatezza a lei riservata, per la consacrazione a Dio vestendo gli abiti monacali. Il carro rappresenta un roseto dai toni del rosso, rosa, viola e arancione. L'esterno pannellato e dipinto di porpora con gigli dorati. I due alberi saranno composti ognuno da due vele, atti a ricordare un veliero. Saranno così ben visibili i fiori simbolo: rosa e lilium, in un gioco di colori allegro e fiabesco dedicato alla fanciullezza che accompagnerà l'incedere e l'intercedere della "Santuzza" per le vie della sua Palermo.
Nel 2019, "Inquietudine" è il tema della manifestazione, ll nuovo carro trionfale ideato da Fabrizio Lupo è ispirato agli sgabelli delle carceri borboniche, decorati con i colori del gusto popolare. Viene realizzato dagli stessi detenuti quale volontà di riscatto da una condizione dalla quale ci si vuole liberare. Lo sgabello diventa il simbolo di conciliazione tra prigionia e libertà, il corpo può essere recluso ma la mente è libera di scegliere la propria strada. Il carro viene costruito, all'interno del carcere dell'Ucciardone, dai detenuti-apprendisti scenografi guidati dalle maestranze del 395° Festino e da un gruppo di giovani allieve dell'accademia di Belle Arti di Palermo. Il carro mostra la storia del ritrovamento delle ossa raffigurata in tre quadri ad altezza d'uomo, come nel “carretto siciliano”. I tre quadri raffigurano ai lati il sogno del saponaio Bonello a Monte Pellegrino e in opposto la santa distesa nella grotta su un tappeto di rose, il quadro anteriore raffigura invece san Benedetto il Moro che indica la grotta molti anni prima del ritrovamento delle reliquie. Nei fori del grande sgabello centrale sono raffigurate le quattro sante: Agata, Cristina, Ninfa e Oliva. All'arrivo al centro della città storica il carro si apriva tre coriste e la cantante Miriam Palma intonava il tradizionale "Abballu di li Virgini" dai "Triunfi" dei "Cantori Orbi". Al vertice superiore, con un movimento rotatorio, la statua raffigurante la santa che fugge dai fasti della corte normanna, si mostrava anche a chi seguiva in processione. 

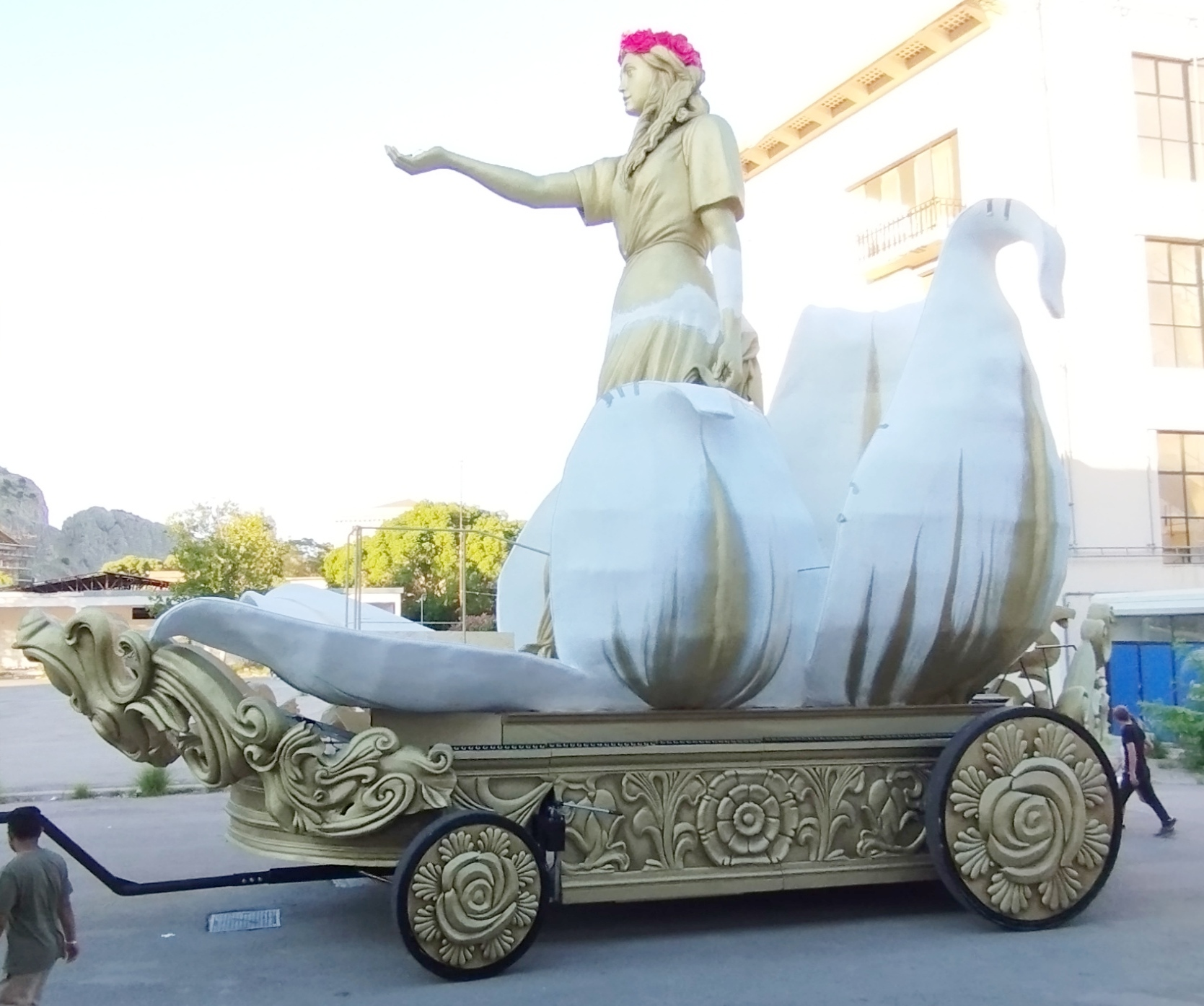
Carro trionfale di santa Rosalia ,400' festino realizzato da maestranze locali ,allievi e docenti dell'Accademia di Belle Arti.

Nel 2024 l'edizione 400º del Festino di santa Rosalia ha avuto come tema la speranza, medesimo tema del Giubileo, ed è stato dedicato alle nuove generazioni. Per l'occasione è stato realizzato un nuovo carro a forma di carrozza, tutto dorato, con decori a bassorilievo raffiguranti gigli sulle fiancate e grandi rose sulle quattro ruote. Trainato da 15 uomini, su di esso vi è la statua raffigurante la santa, di notevoli dimensioni, posta all'interno di un grande giglio. Organizzazione  Balich Wonder Studio, Oddy Agency Comune di Palermo.Il 400° Festino è stato premiato al Bea World Festival 2024 fra i tre migliori eventi al mondo.

### Lo spettacolo
Dalla fine degli anni novanta lo spettacolo, un tempo una sfarzosa sfilata che includeva tutte le autorità civili, militari e religiose, è divenuto una rappresentazione teatrale a tutti gli effetti, con giochi di luce spettacolari e danze acrobatiche, che rappresentano gli ultimi giorni della peste a Palermo.
Lo spettacolo ha carattere itinerante, infatti dopo la rappresentazione cittadina viene rappresentato in vari parti del mondo, in modo da recuperare parte delle spese affrontate per l'intero festino.
Dal 1995 al 1997 la festa di santa Rosalia a Palermo su indicazioni di Pino Caruso è stata progettata, e curata da Studio Festi, su commissione di Leoluca Orlando.

### Media
- L'evento viene seguito anche dai media televisivi locali: TGS Tele Giornale di Sicilia e TRM Tele Radio del Mediterraneo e anche sui social viene seguito in tutto il mondo.[14]
- A livello nazionale l'evento viene seguito in diretta anche dal canale SICILIA 242 alla LCN nazionale 242 e anche in streaming.[15]

- La rivista Bell'Italia dedica ogni anno la settimana successiva al "Festino" un reportage giornalistico con foto e approfondimenti.[16]

### Tradizioni culinarie
Durante le celebrazioni si consumano cibi che fanno parte della tradizione popolare palermitana: la Pasta con le sarde (la pasta chî sardi), i babbaluci (lumache bollite con aglio e prezzemolo), lo sfincione ('u sfinciuni), il polpo bollito ('u purpu), Calia e simenza ('u scacciu), la pannocchia bollita (pullanca) e l'anguria (detto 'u muluni).

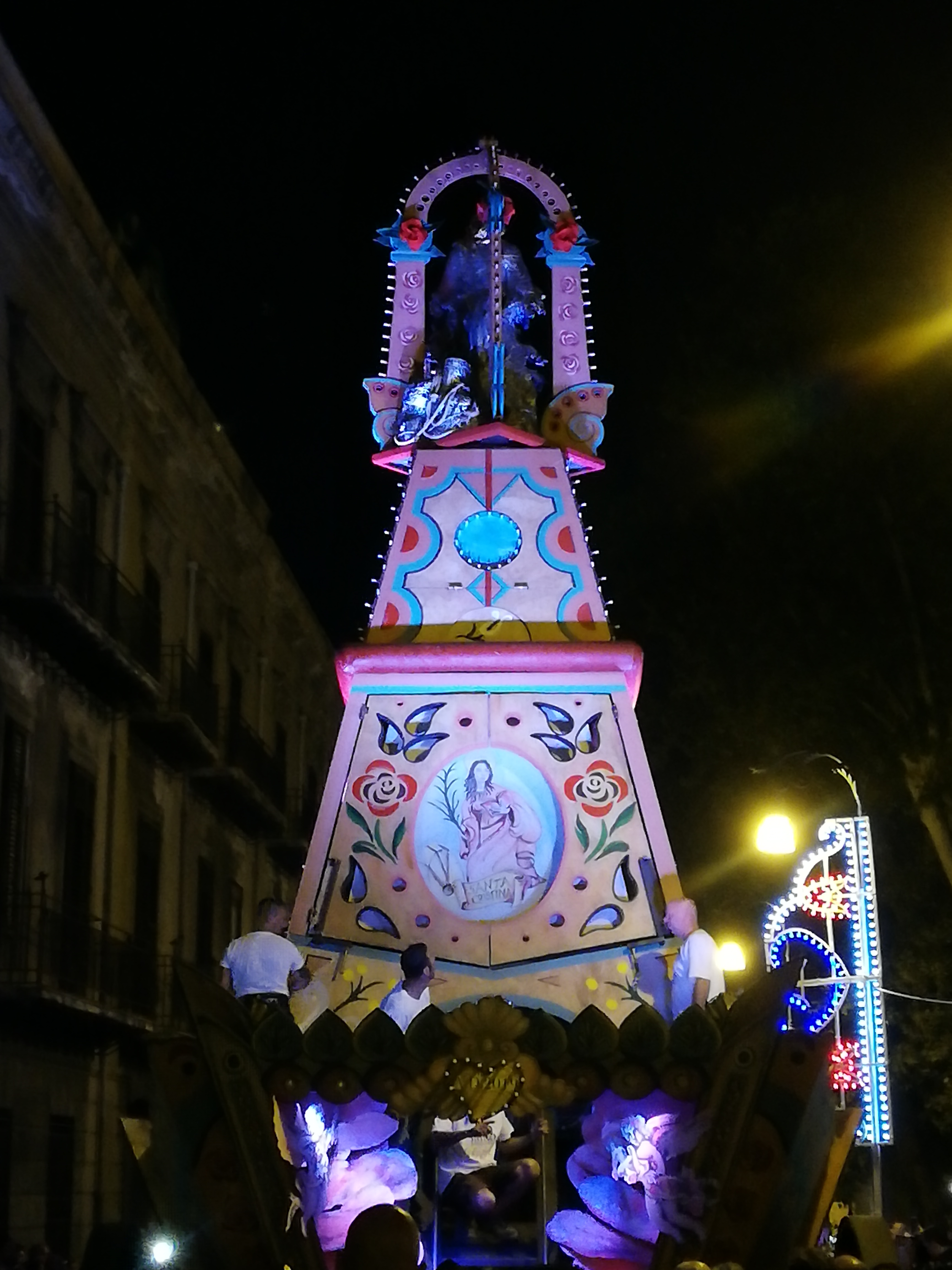
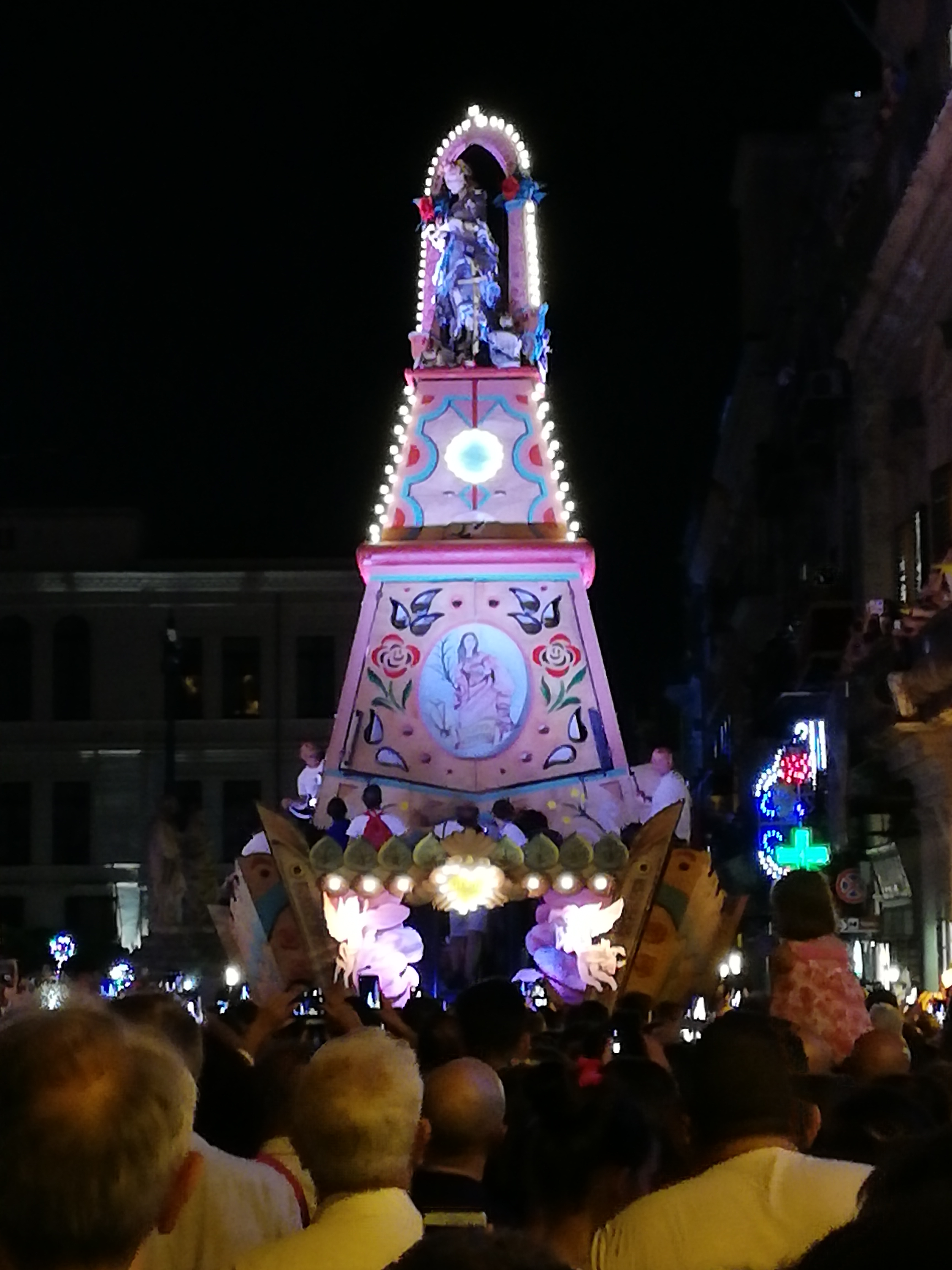
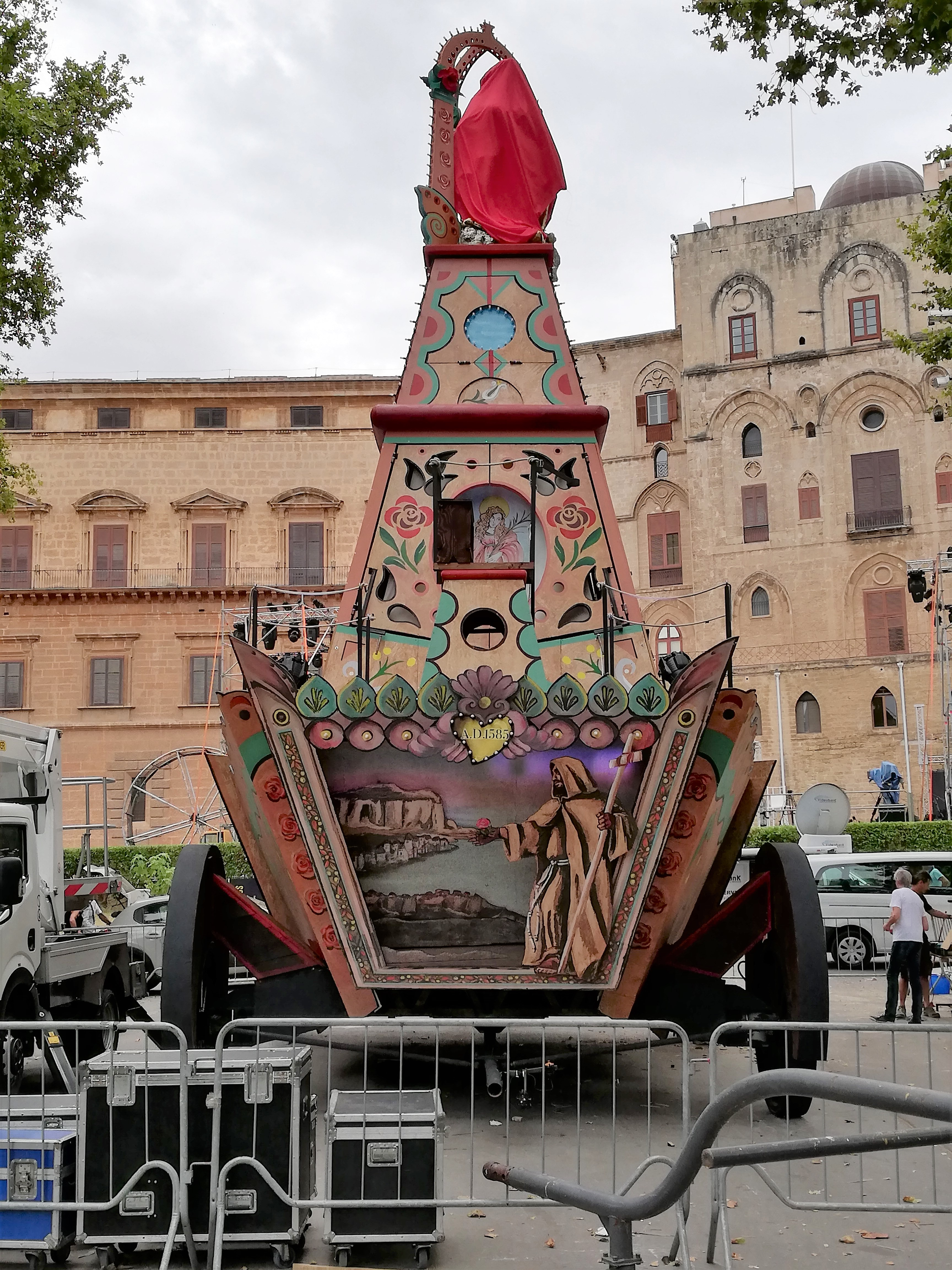
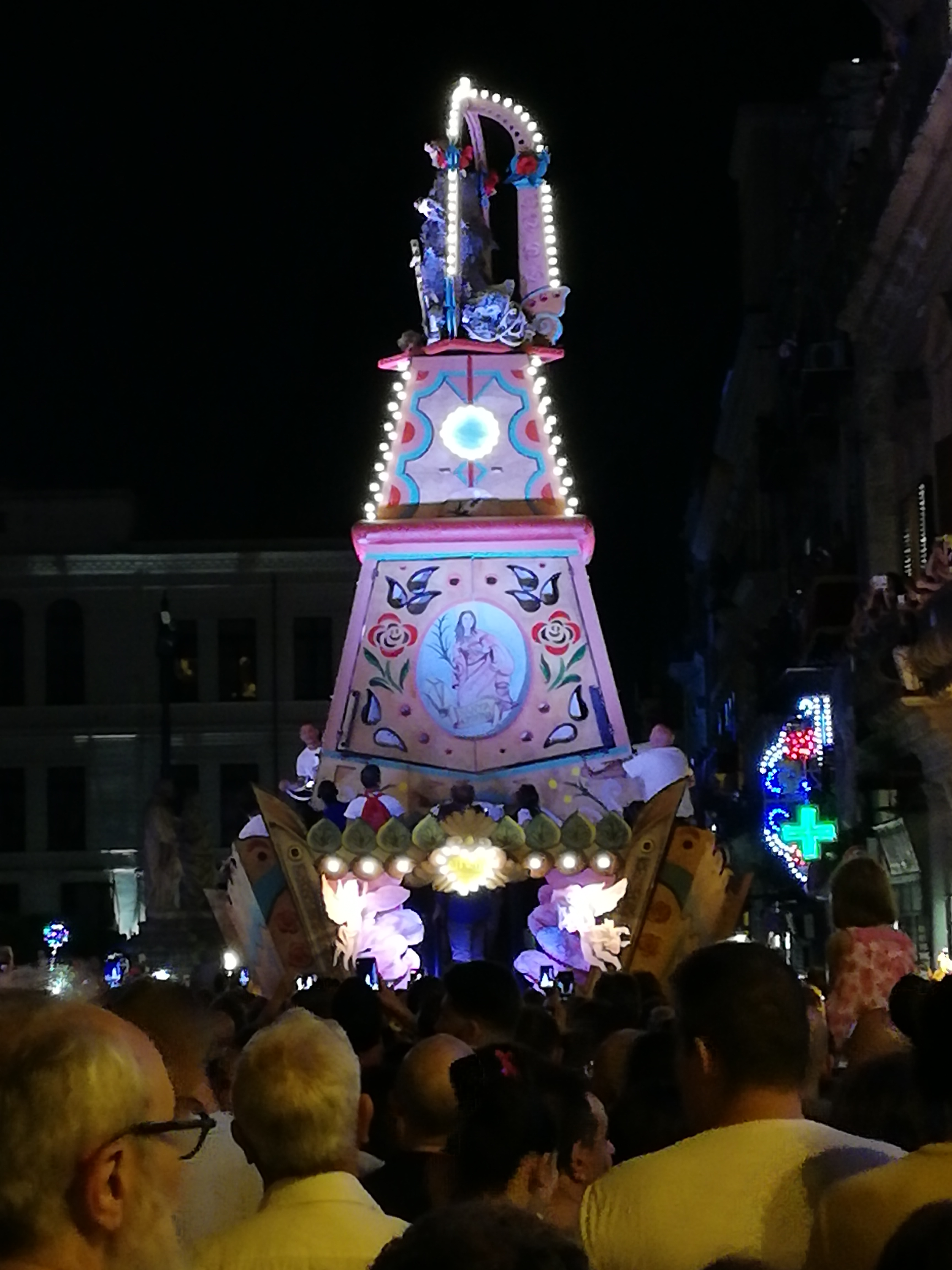
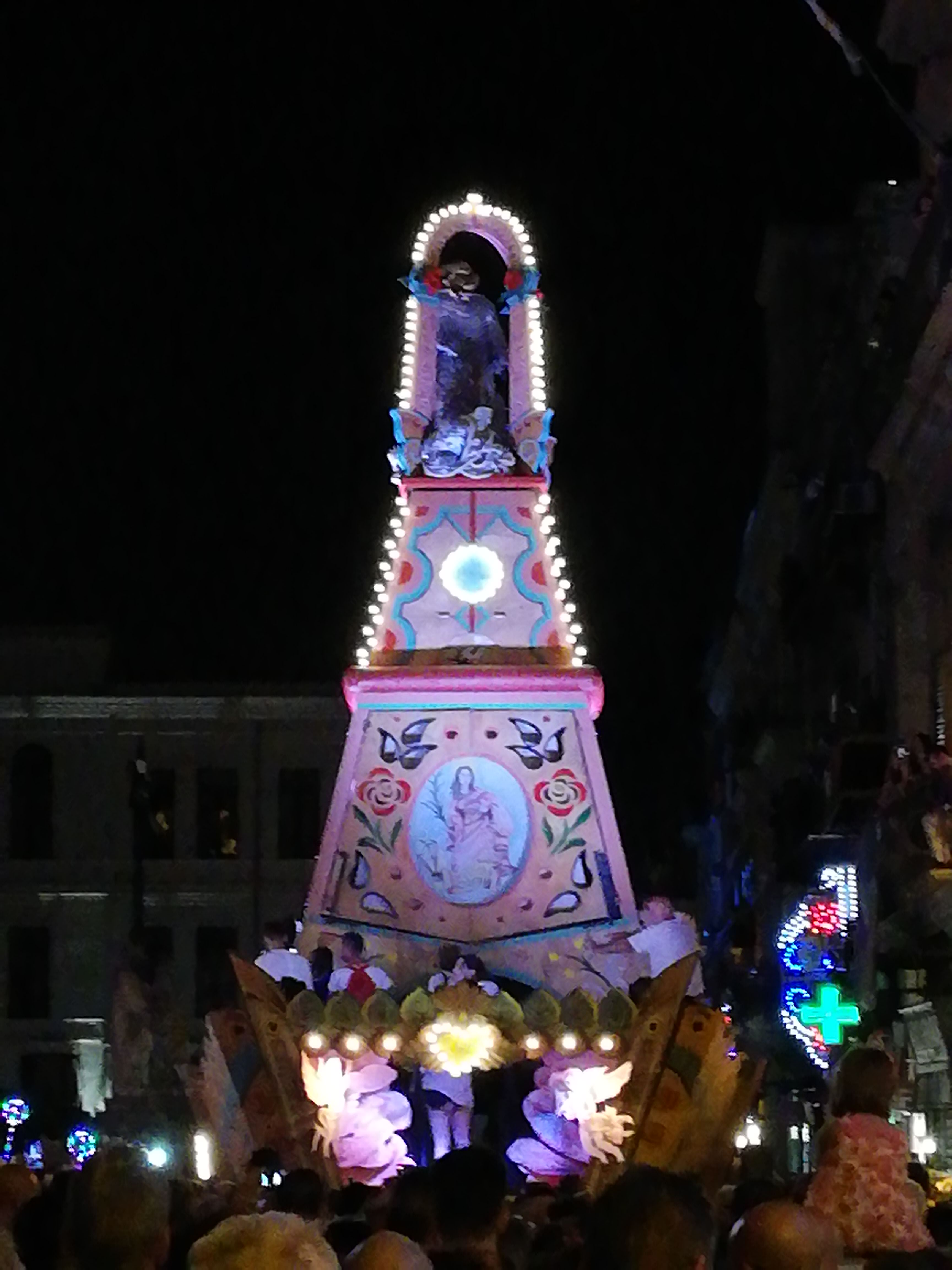

## Galleria d'immagini
- Immagini del carro (2019)

- Alcune immagini della processione

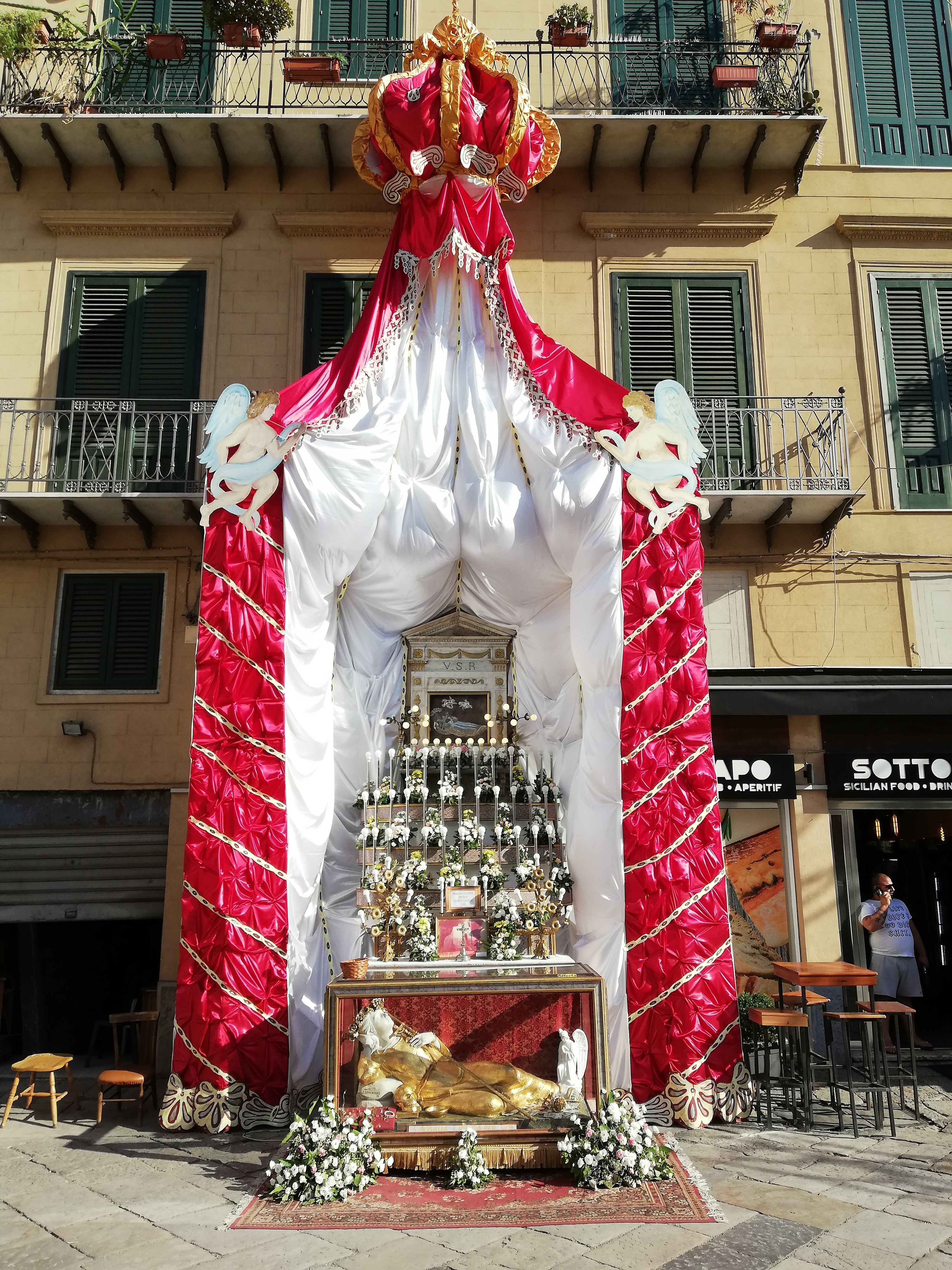
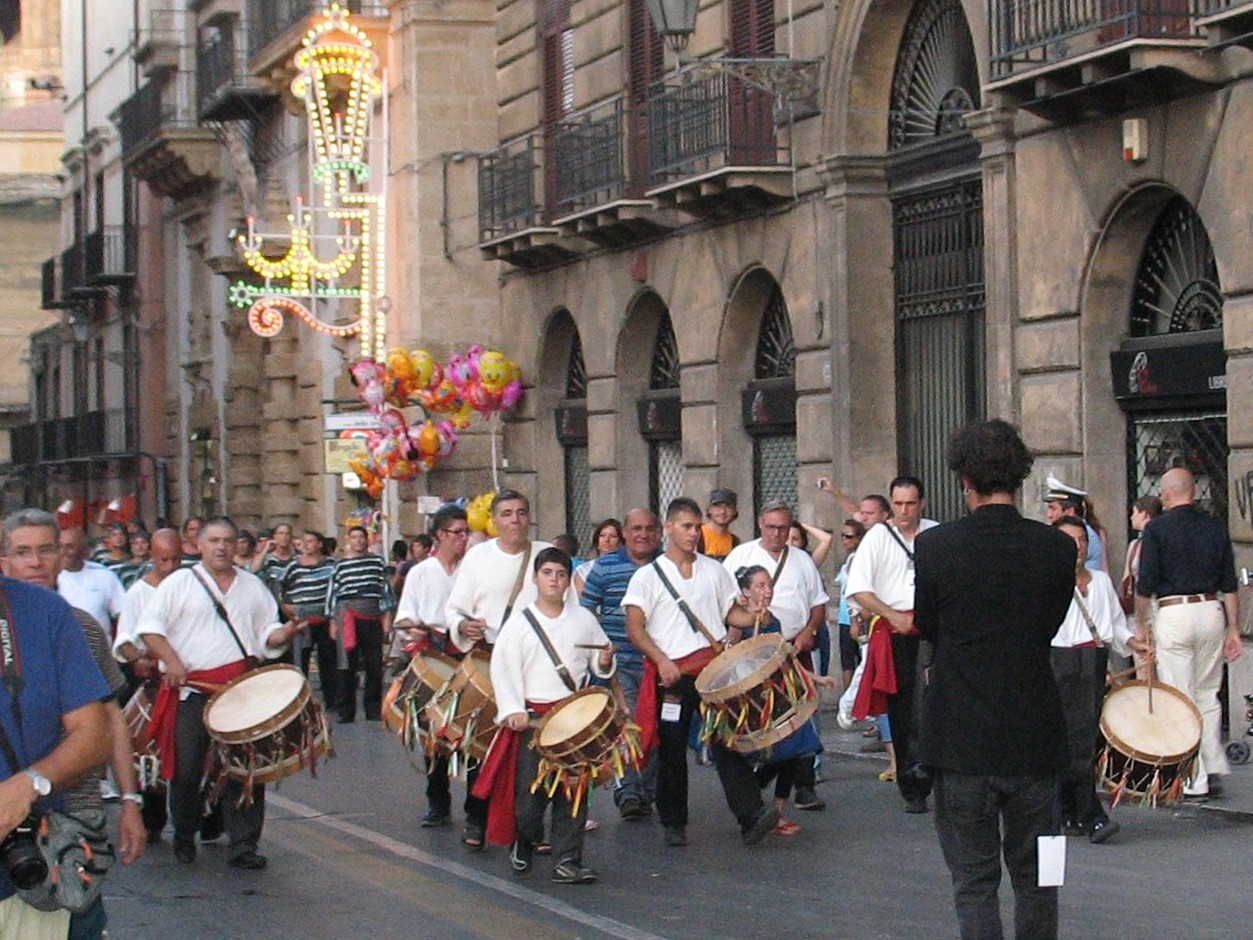
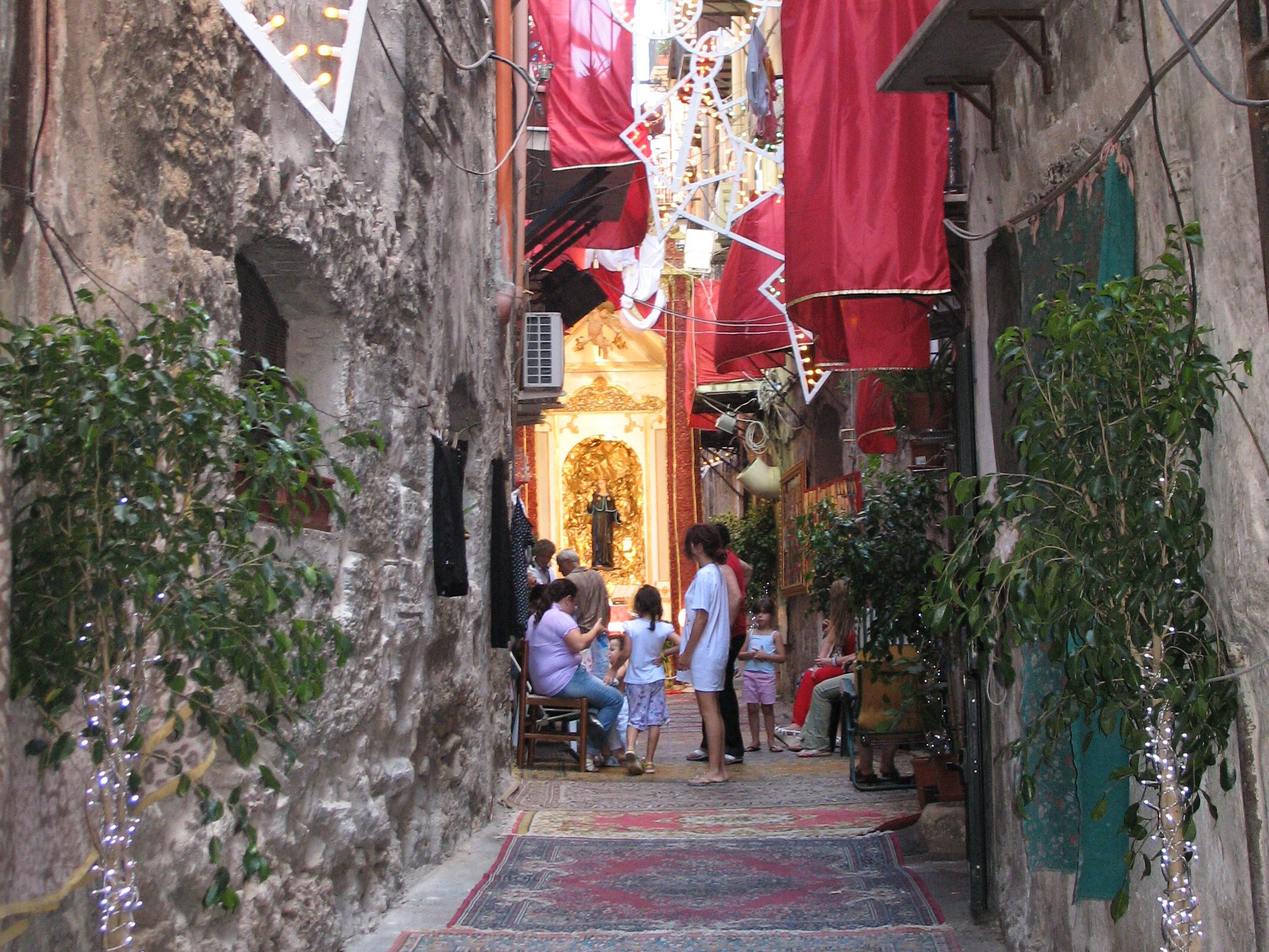
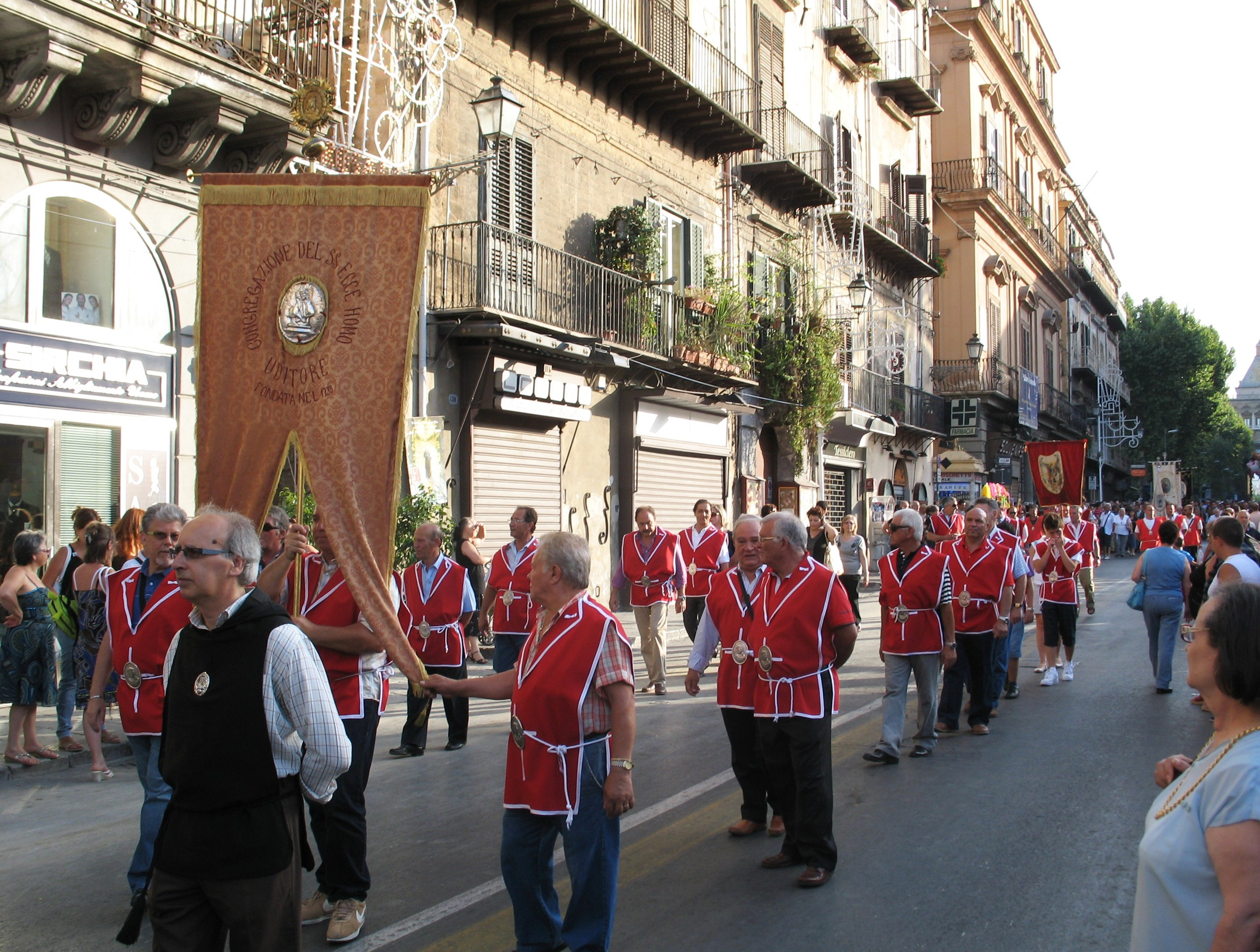
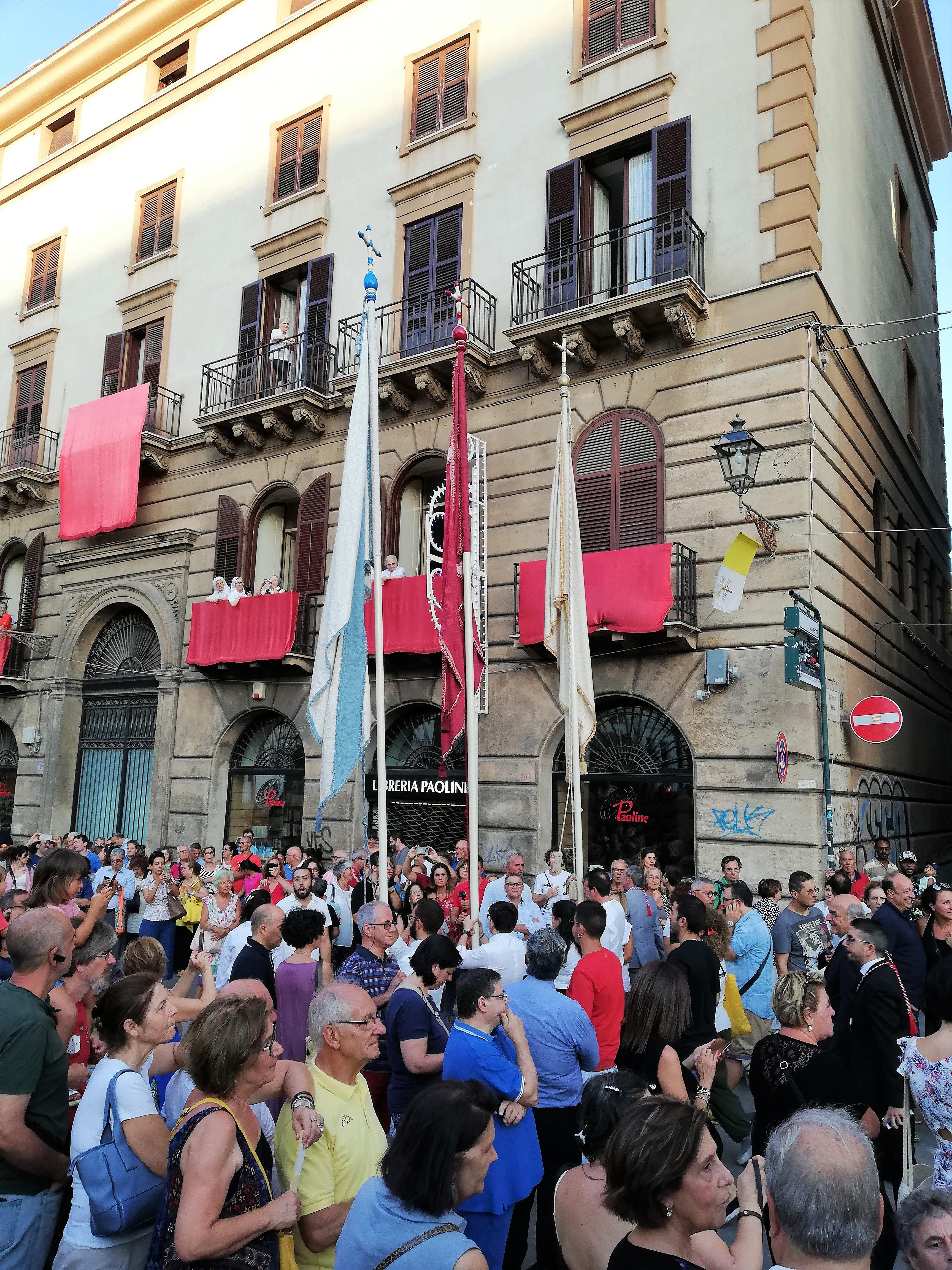

- Le fasi finali del rientro Processione (2018)

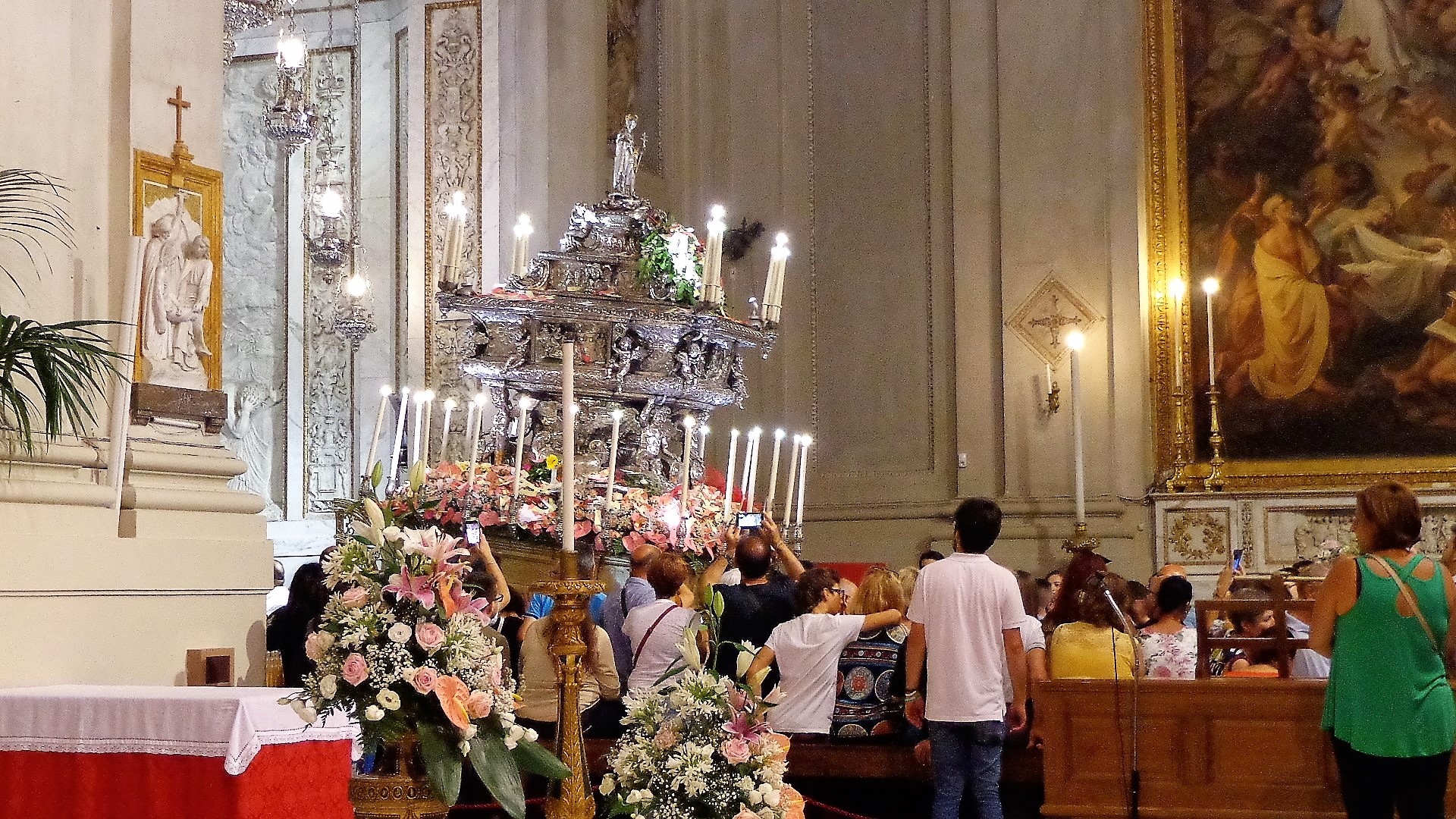
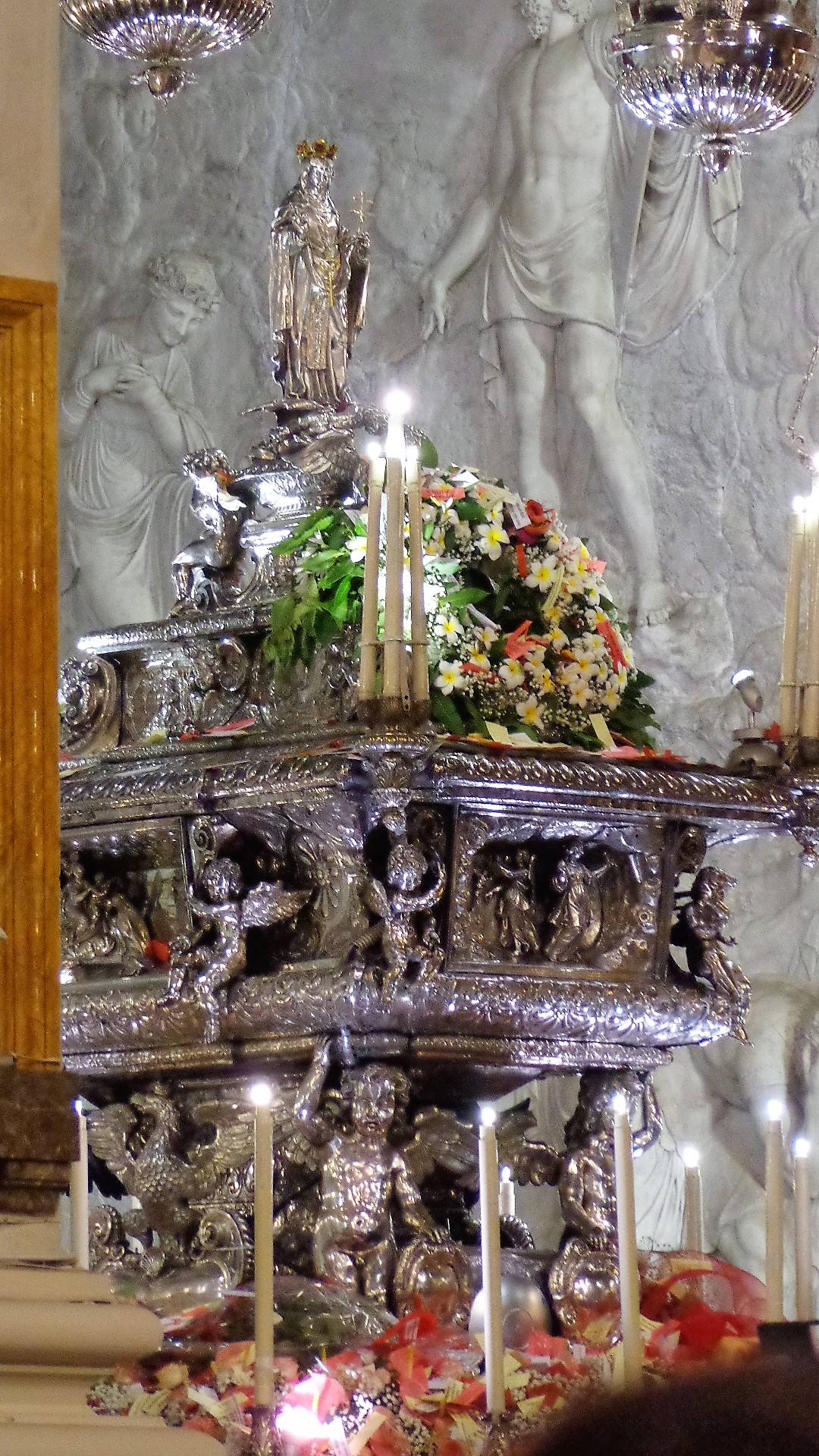
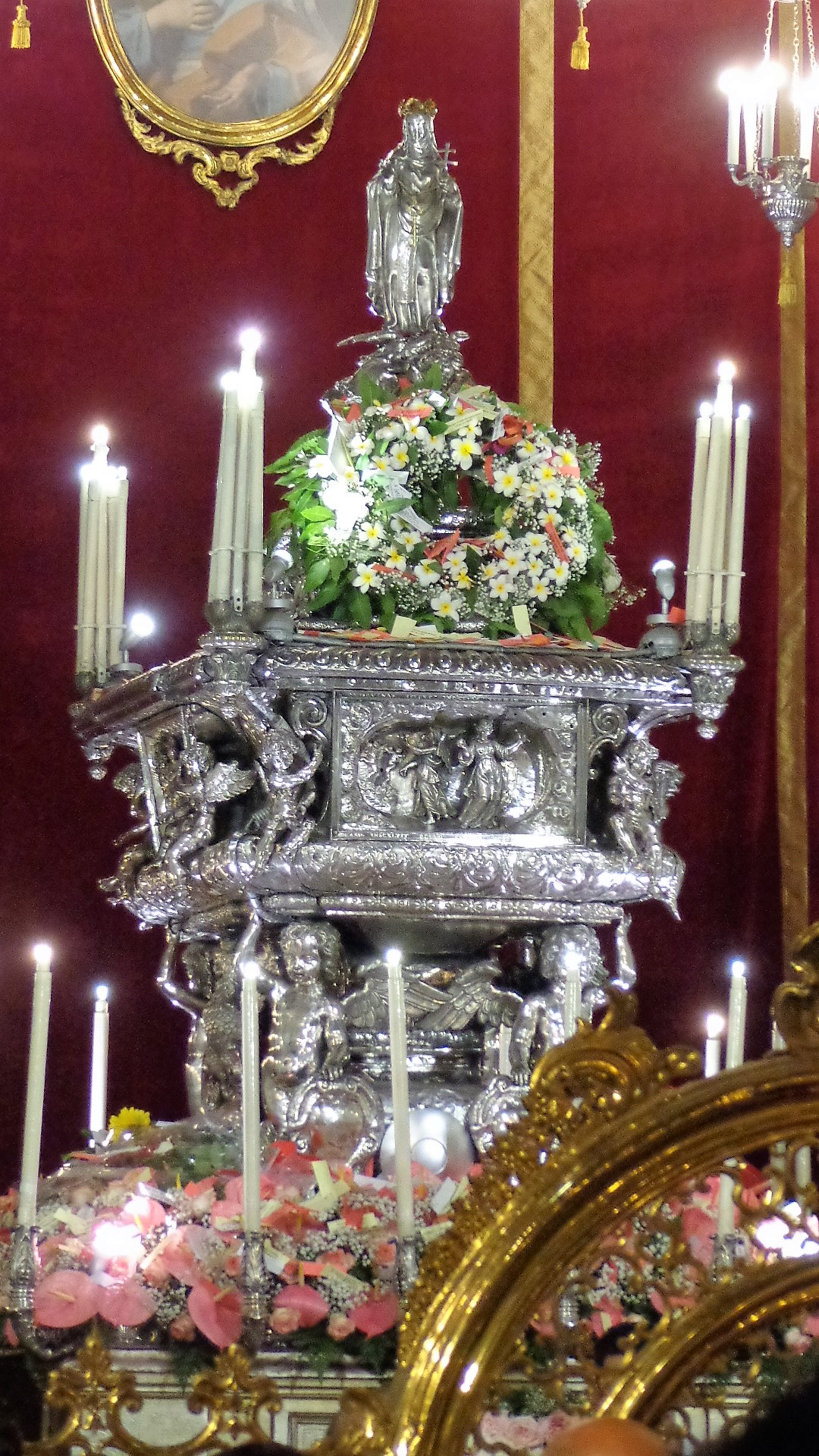
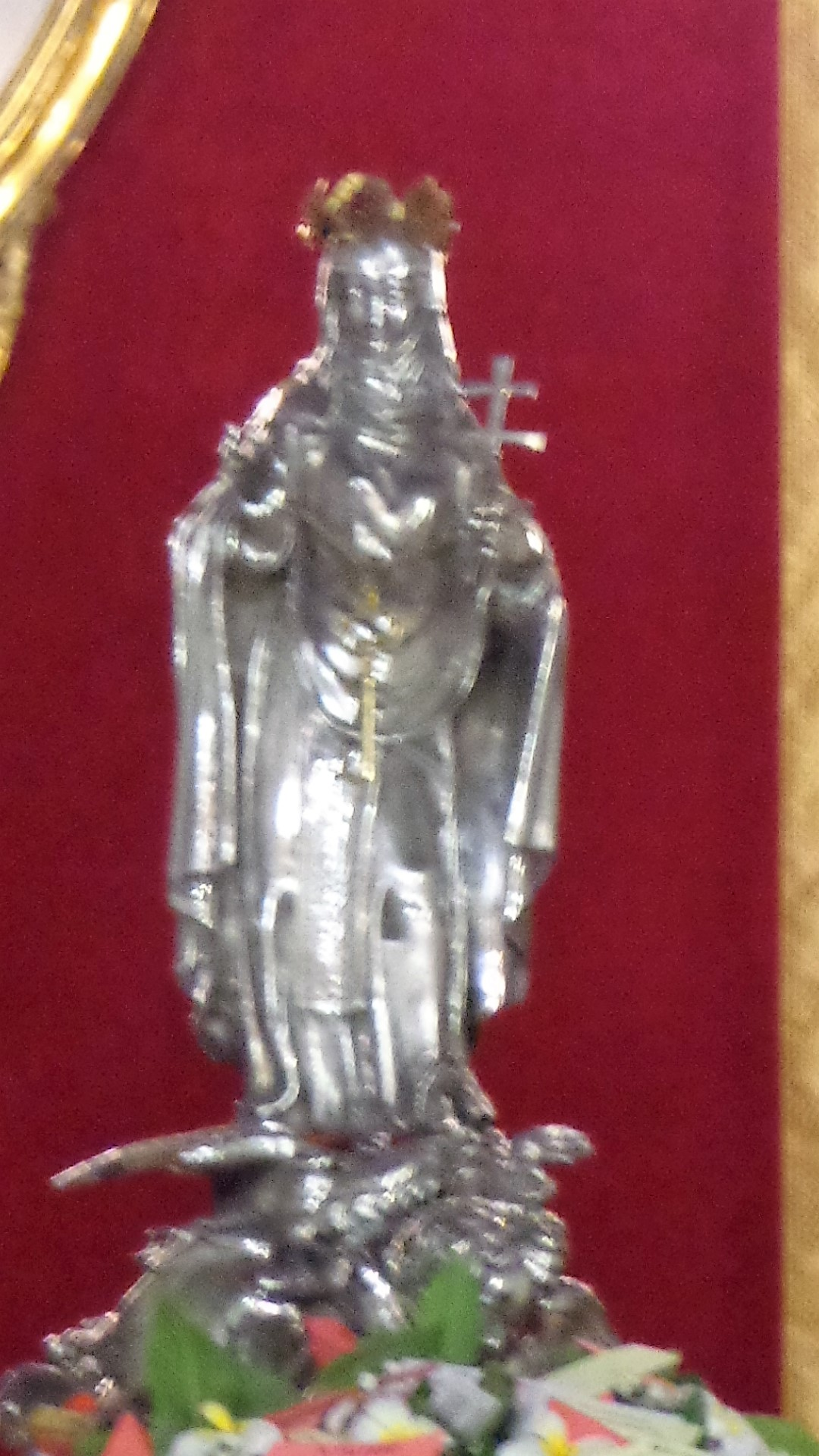
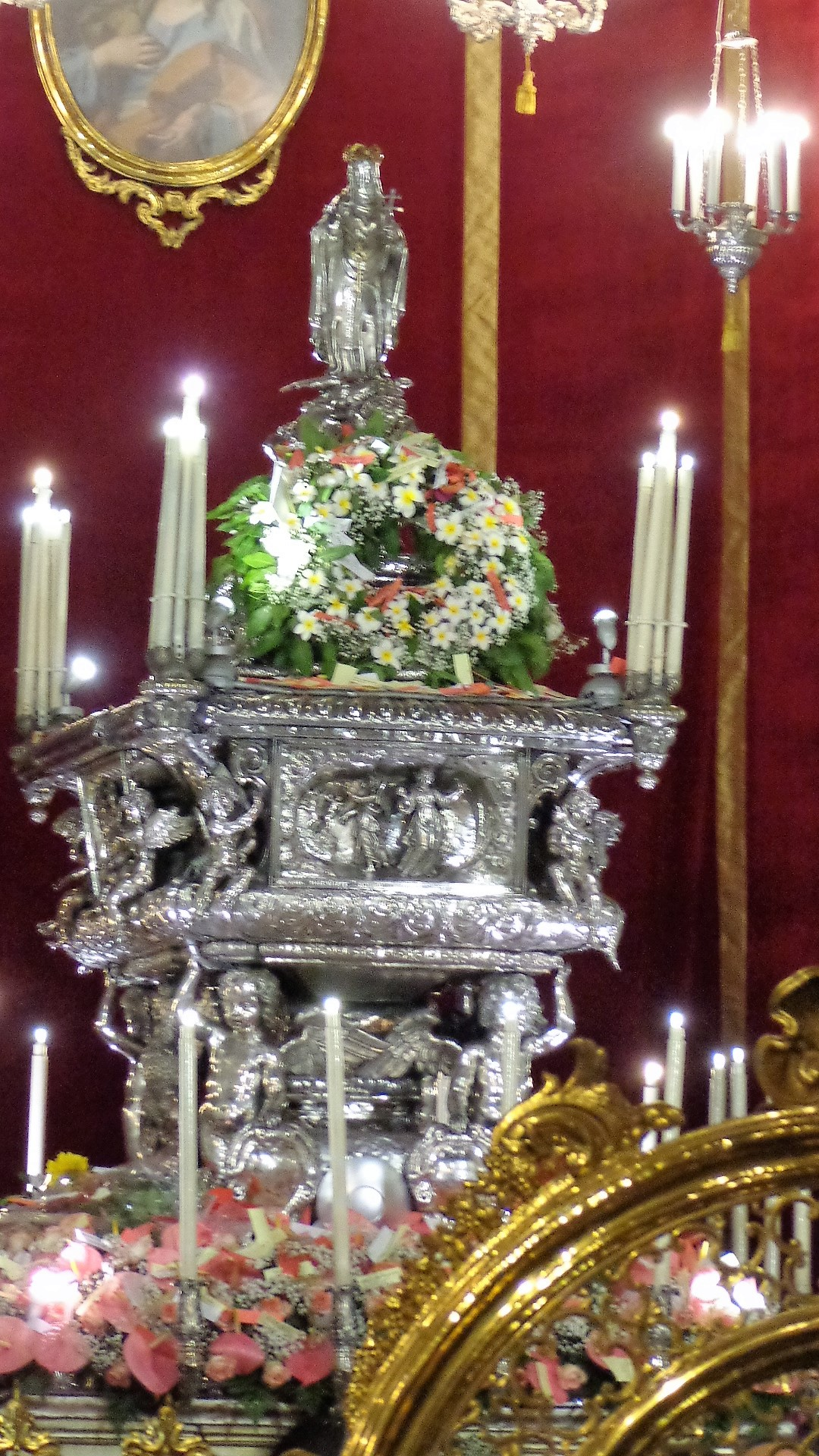
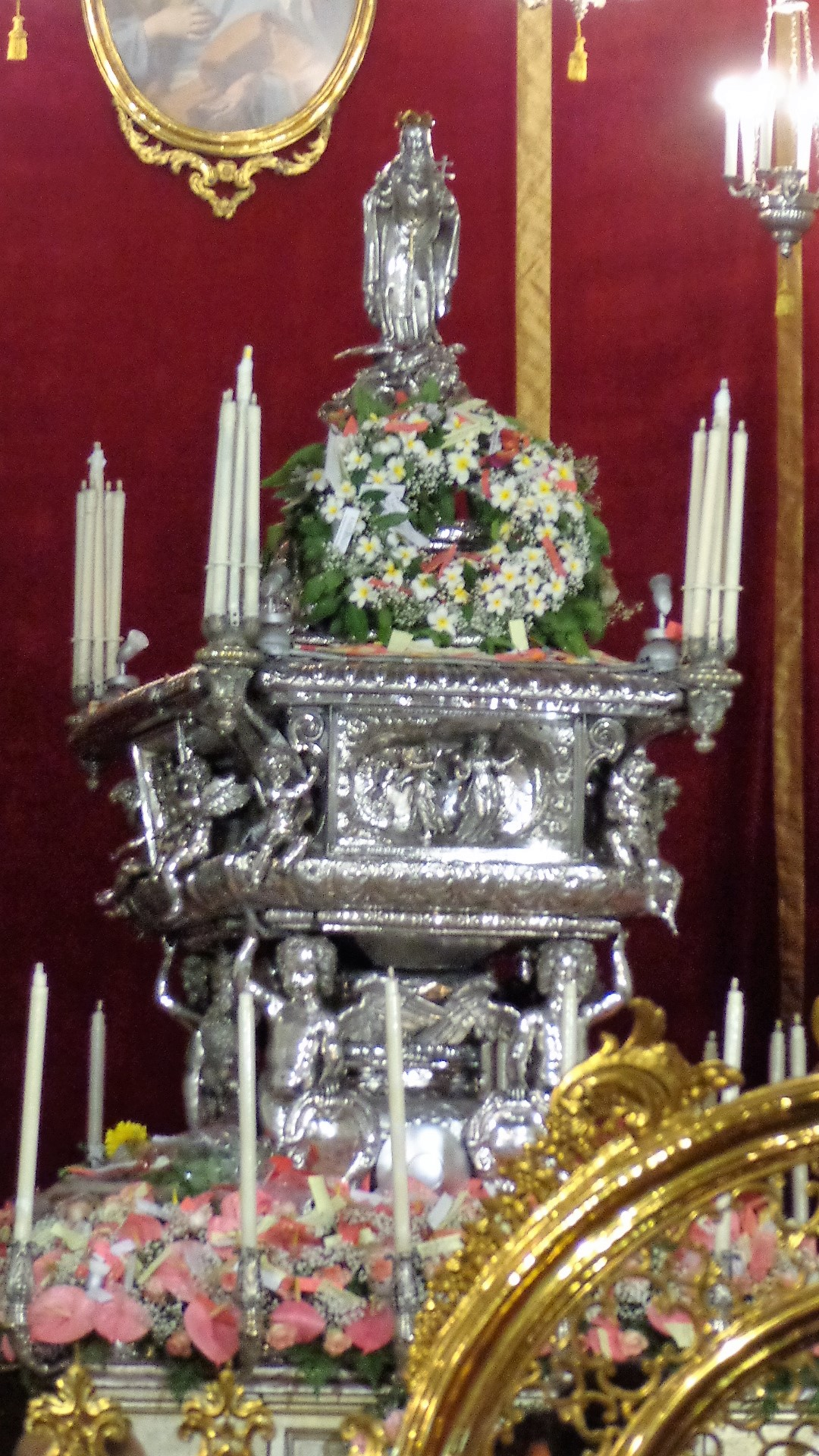
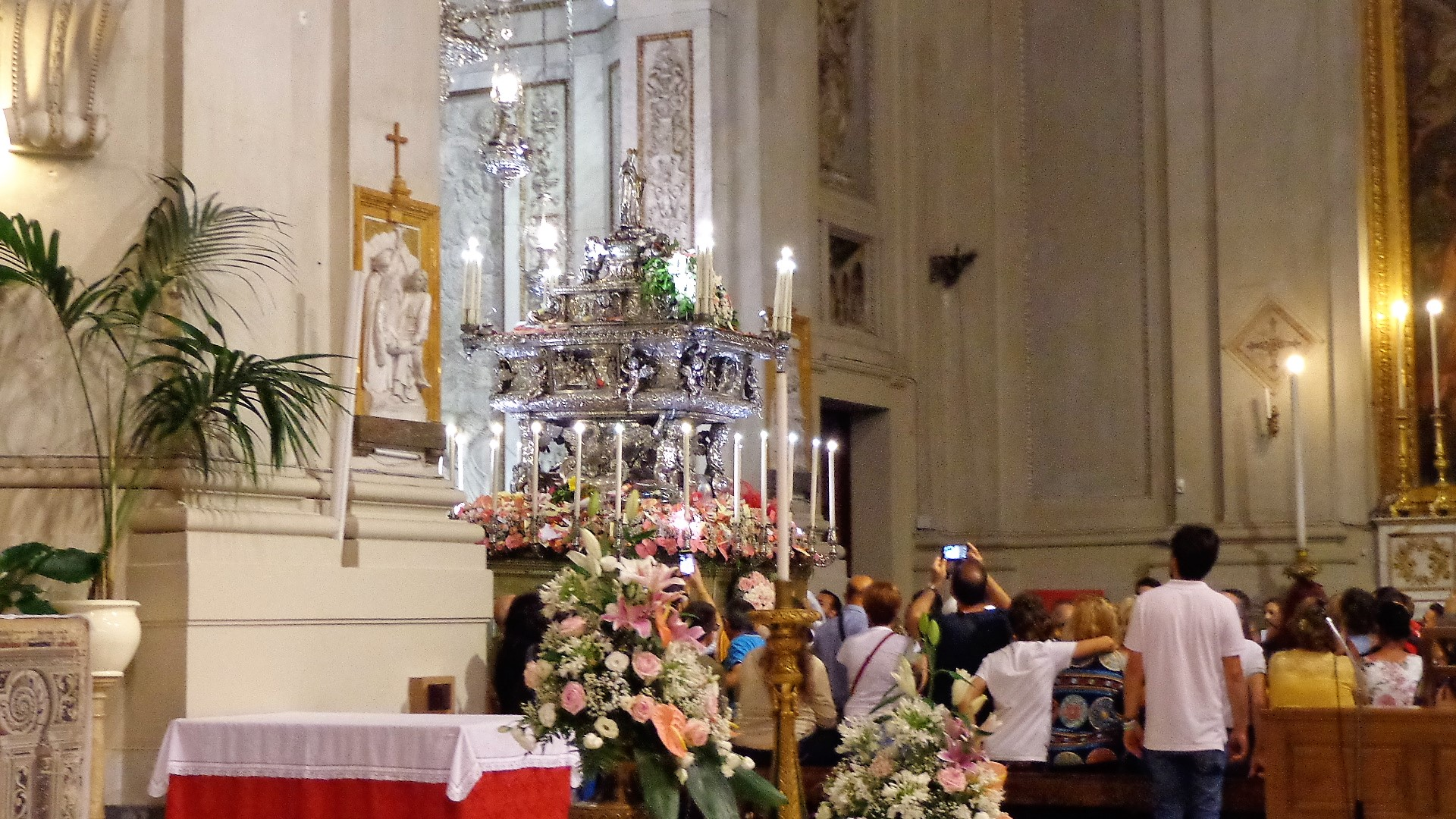